# Formicidae
Las hormigas (Formicidae) son una familia de insectos eusociales que, como las avispas y las abejas, pertenecen al orden de los himenópteros. Las hormigas evolucionaron de antepasados similares a una avispa a mediados del Cretáceo, hace entre ciento diez y ciento treinta millones de años, diversificándose tras la expansión de las plantas con flor por el mundo. Son uno de los grupos zoológicos de mayor éxito, con unas catorce mil especies descritas, aunque se estima que pueden ser más de veintidós mil. Se identifican fácilmente por sus antenas en ángulo y su estructura en tres secciones con una estrecha cintura. La rama de la entomología que las estudia se denomina mirmecología.
Forman colonias u hormigueros de un tamaño que se extiende desde unas docenas de individuos predadores que viven en pequeñas cavidades naturales, a colonias muy organizadas que pueden ocupar grandes territorios compuestas por millones de individuos. Estas grandes colonias consisten sobre todo en hembras estériles sin alas que forman castas de «obreras», «soldados» y otros grupos especializados. Las colonias de hormigas también cuentan con algunos machos fértiles y una o varias hembras fértiles llamadas «reinas». Estas colonias son descritas como superorganismos, dado que las hormigas parecen actuar como una entidad única, trabajando colectivamente en apoyo de la colonia.
Han colonizado casi todas las zonas terrestres del planeta; los únicos lugares que carecen de hormigas indígenas son la Antártida y algunas islas remotas o inhóspitas. Las hormigas prosperan en la mayor parte de estos ecosistemas y se calcula que pueden formar el 15-25 % de la biomasa de los animales terrestres. Se estima que hay entre mil billones (1015) y diez mil billones (1016) de hormigas viviendo sobre la Tierra. Se considera que su éxito en tantos entornos se debe a su organización social y a su capacidad para modificar hábitats, a su aprovechamiento de los recursos y a su capacidad de defensa. Su prolongada coevolución con otras especies las ha llevado a desarrollar relaciones miméticas, comensales, parásitas y mutualistas.
Sus sociedades se caracterizan por la división del trabajo, la comunicación entre individuos y la capacidad de resolver problemas complejos. Estos paralelismos con las sociedades humanas han sido durante mucho tiempo fuente de inspiración y objeto de numerosos estudios.
Muchas culturas humanas las utilizan como alimento, medicina y como objeto de rituales. Algunas especies son muy valoradas en su papel de agentes de control biológico. Sin embargo, su capacidad de explotar recursos provoca que las hormigas entren en conflicto con los humanos, puesto que pueden dañar cultivos e invadir edificios.
Algunas especies, como las hormigas de fuego (género Solenopsis), son consideradas especies invasoras, ya que se han establecido en nuevas áreas donde han sido introducidas casualmente.

## Etimología
En castellano la palabra «hormiga» deriva del latín formīca, que tiene el mismo significado. Tiene el mismo origen que las palabras correspondientes en otras lenguas romances, como por ejemplo formiga (portugués, catalán y gallego), furnică (rumano), fourmi (francés) y formica (italiano). El nombre de la familia, Formicidae, también deriva del latín formīca.

## Taxonomía y evolución
|  | Vespidae         |
|  |                  |
|  | Rhopalosomatidae |
|  |                  |

|  | Pompilidae |
|  |            |
|  | Tiphiidae  |
|  |            |

|  | Scolioidea                                             |
|  |                                                        |
|  | \| \| Apoidea \| \| \| \| \| \| Formicidae \| \| \| \| |
|  |                                                        |
|  | Apoidea                                                |
|  |                                                        |
|  | Formicidae                                             |
|  |                                                        |

|  | Apoidea    |
|  |            |
|  | Formicidae |
|  |            |

|  | Pompilidae |
|  |            |
|  | Tiphiidae  |
|  |            |

|  | Scolioidea                                             |
|  |                                                        |
|  | \| \| Apoidea \| \| \| \| \| \| Formicidae \| \| \| \| |
|  |                                                        |
|  | Apoidea                                                |
|  |                                                        |
|  | Formicidae                                             |
|  |                                                        |

|  | Apoidea    |
|  |            |
|  | Formicidae |
|  |            |

|  | Vespidae         |
|  |                  |
|  | Rhopalosomatidae |
|  |                  |

|  | Pompilidae |
|  |            |
|  | Tiphiidae  |
|  |            |

|  | Scolioidea                                             |
|  |                                                        |
|  | \| \| Apoidea \| \| \| \| \| \| Formicidae \| \| \| \| |
|  |                                                        |
|  | Apoidea                                                |
|  |                                                        |
|  | Formicidae                                             |
|  |                                                        |

|  | Apoidea    |
|  |            |
|  | Formicidae |
|  |            |

|  | Pompilidae |
|  |            |
|  | Tiphiidae  |
|  |            |

|  | Scolioidea                                             |
|  |                                                        |
|  | \| \| Apoidea \| \| \| \| \| \| Formicidae \| \| \| \| |
|  |                                                        |
|  | Apoidea                                                |
|  |                                                        |
|  | Formicidae                                             |
|  |                                                        |

|  | Apoidea    |
|  |            |
|  | Formicidae |
|  |            |

|  | Vespidae         |
|  |                  |
|  | Rhopalosomatidae |
|  |                  |

|  | Pompilidae |
|  |            |
|  | Tiphiidae  |
|  |            |

|  | Scolioidea                                             |
|  |                                                        |
|  | \| \| Apoidea \| \| \| \| \| \| Formicidae \| \| \| \| |
|  |                                                        |
|  | Apoidea                                                |
|  |                                                        |
|  | Formicidae                                             |
|  |                                                        |

|  | Apoidea    |
|  |            |
|  | Formicidae |
|  |            |

|  | Pompilidae |
|  |            |
|  | Tiphiidae  |
|  |            |

|  | Scolioidea                                             |
|  |                                                        |
|  | \| \| Apoidea \| \| \| \| \| \| Formicidae \| \| \| \| |
|  |                                                        |
|  | Apoidea                                                |
|  |                                                        |
|  | Formicidae                                             |
|  |                                                        |

|  | Apoidea    |
|  |            |
|  | Formicidae |
|  |            |

|  | Vespidae         |
|  |                  |
|  | Rhopalosomatidae |
|  |                  |

|  | Pompilidae |
|  |            |
|  | Tiphiidae  |
|  |            |

|  | Scolioidea                                             |
|  |                                                        |
|  | \| \| Apoidea \| \| \| \| \| \| Formicidae \| \| \| \| |
|  |                                                        |
|  | Apoidea                                                |
|  |                                                        |
|  | Formicidae                                             |
|  |                                                        |

|  | Apoidea    |
|  |            |
|  | Formicidae |
|  |            |

|  | Pompilidae |
|  |            |
|  | Tiphiidae  |
|  |            |

|  | Scolioidea                                             |
|  |                                                        |
|  | \| \| Apoidea \| \| \| \| \| \| Formicidae \| \| \| \| |
|  |                                                        |
|  | Apoidea                                                |
|  |                                                        |
|  | Formicidae                                             |
|  |                                                        |

|  | Apoidea    |
|  |            |
|  | Formicidae |
|  |            |

La familia Formicidae pertenece al orden de los himenópteros, que también incluye sínfitos, avispas y abejas. Las hormigas evolucionaron de un linaje dentro de los himenópteros aculeados, y un estudio de 2013 sugiere que son un grupo hermano de Apoidea. En 1966, E. O. Wilson y sus colegas identificaron los restos fósiles de una hormiga (Sphecomyrma) que vivió en el período Cretácico. El espécimen, atrapado en ámbar, datado como de hace más de 92 millones de años, tenía características tanto de hormigas como de avispas, pero que no se encuentran en las hormigas modernas. Sphecomyrma era probablemente un género recolector en la superficie, mientras que Haidomyrmex y Haidomyrmodes, géneros relacionados en la subfamilia Sphecomyrminae, se consideran depredadores arbóreos activos.

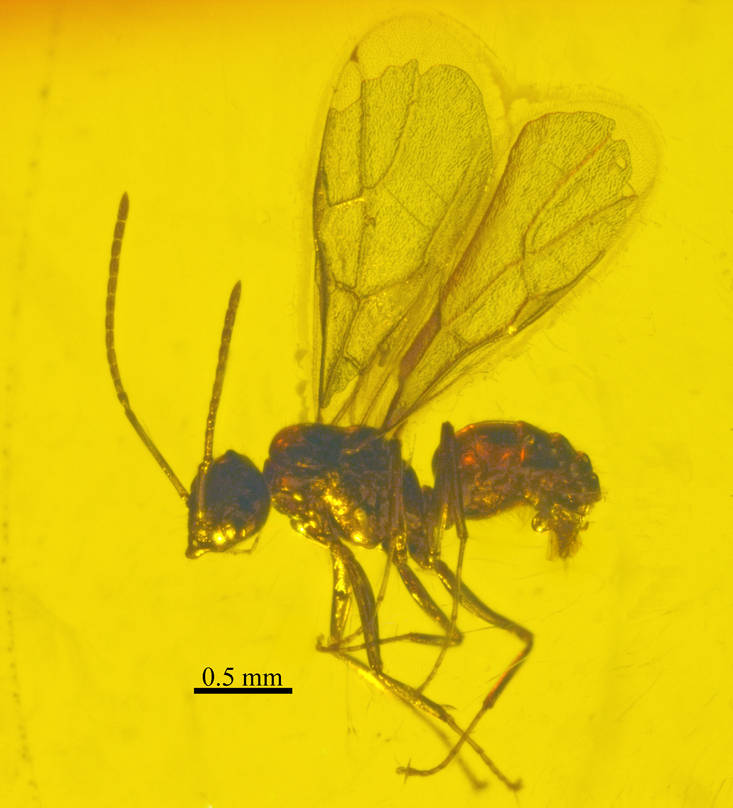
† Nylanderia pygmaea en ámbar.

Tras la expansión de las plantas con flor hace unos 100 millones de años, se diversificaron y asumieron una posición ecológica dominante hace unos 60 millones de años. Algunos estudios sugieren, sobre la base de grupos como Leptanillinae y Martialinae, que se diversificaron a partir de hormigas primitivas que probablemente serían depredadoras que vivían bajo tierra.
Durante el período cretácico, unas pocas especies de hormigas primitivas tenían una amplia distribución en el supercontinente Laurasia (el Hemisferio Norte). Eran escasas en comparación con otros insectos, representando aproximadamente el 1 % de la población de insectos. Las hormigas se volvieron dominantes tras la radiación adaptativa a principios del Paleógeno. Durante el Oligoceno y el Mioceno ya representaban el 20-40 % de todos los insectos encontrados en los principales yacimientos fósiles. De las especies que vivieron en el Eoceno, aproximadamente un género de cada diez sobrevive en la actualidad. Los géneros que sobreviven hoy comprenden el 56 % de los géneros encontrados en fósiles de ámbar bálticos (Oligoceno temprano) y el 92 % de los géneros en fósiles de ámbar dominicanos (aparentemente Mioceno temprano).
Las termitas, aunque también se las conoce como «hormigas blancas», no son realmente hormigas, ya que pertenecen al orden de los isópteros por lo que están más estrechamente relacionadas con las cucarachas y las mantis que con las hormigas. El hecho de que las hormigas y las termitas sean ambas eusociales fue motivado por un proceso de convergencia evolutiva. Las hormigas aterciopeladas parecen grandes hormigas, pero realmente son avispas hembras sin alas.

## Distribución y diversidad
| Región     | Número de especies |
| ---------- | ------------------ |
| Neotrópico | 2162               |
| Neártico   | 580                |
| Europa     | 180                |
| África     | 2500               |
| Asia       | 2080               |
| Melanesia  | 275                |
| Australia  | 985                |
| Polinesia  | 42                 |

Habitan en todos los continentes excepto la Antártida y algunas grandes islas, como Groenlandia, Islandia y partes de Polinesia. Las islas hawaianas también carecen de especies de hormigas nativas. Ocupan una gran variedad de nichos ecológicos y son capaces de explotar una amplia gama de recursos alimenticios actuando como herbívoras directas o indirectas, depredadoras y carroñeras. La mayor parte de las especies son omnívoras generalistas, pero algunas se alimentan de forma especializada.
Se estima que hay entre mil billones (1015) y diez mil billones (1016) de hormigas viviendo sobre la Tierra. Su dominio ecológico se puede medir por su biomasa: estimaciones realizadas en distintos entornos indican que representan por término medio el 15-20 % del total de la biomasa de los animales terrestres, que se eleva a casi el 25 % en la zona tropical. De acuerdo con estas estimaciones, la biomasa de todas las hormigas existentes en el mundo sería similar a la biomasa total de todos los seres humanos.
Su rango de tamaño varía entre 0,75 y 52 mm. La extinta Titanomyrma giganteum es la hormiga gigante de mayor tamaño de la que se tiene conocimiento, mayor incluso que las del género Dorylus, las mayores hormigas gigantes existentes en la actualidad, de unos 5 cm de longitud, que viven en África Oriental y Central; el registro fósil indica que los machos medían unos 3 cm, pero las reinas alcanzaban los 6 cm, con una envergadura de unos 15 cm.
Su color también varía; la mayoría son rojas o negras, el verde es menos habitual, y algunas especies tropicales tienen un tono metálico. Actualmente, se han descrito unas 14 000 especies, aunque se estima que pueden ser más de 22 000, con la mayor diversidad localizada en la zona tropical. Los estudios taxonómicos continúan desarrollando su clasificación y sistemática, y las bases de datos en línea de especies de hormigas, incluidas AntBase e Hymenoptera Name Server, ayudan a seguir la pista de las especies conocidas y de las descritas más recientemente. La relativa facilidad con la que se pueden recoger especímenes y estudiar las hormigas en los distintos ecosistemas, las ha hecho muy útiles como especie indicadora en estudios de biodiversidad.

## Morfología
Tienen unas características morfológicas distintas de otros insectos, como las antenas en codo, glándulas metapleurales y una fuerte constricción de su segundo segmento abdominal en un peciolo en forma de nodo. La cabeza, mesosoma (el tórax más el primer segmento abdominal, fusionado a este) y metasoma o gáster (el abdomen menos los segmentos abdominales del peciolo) son sus tres segmentos corporales claramente diferenciados. El peciolo forma una cintura estrecha entre su mesosoma y el gáster. El peciolo puede estar formado por uno o dos nodos (solo el segundo, o el segundo y tercer segmento abdominal).

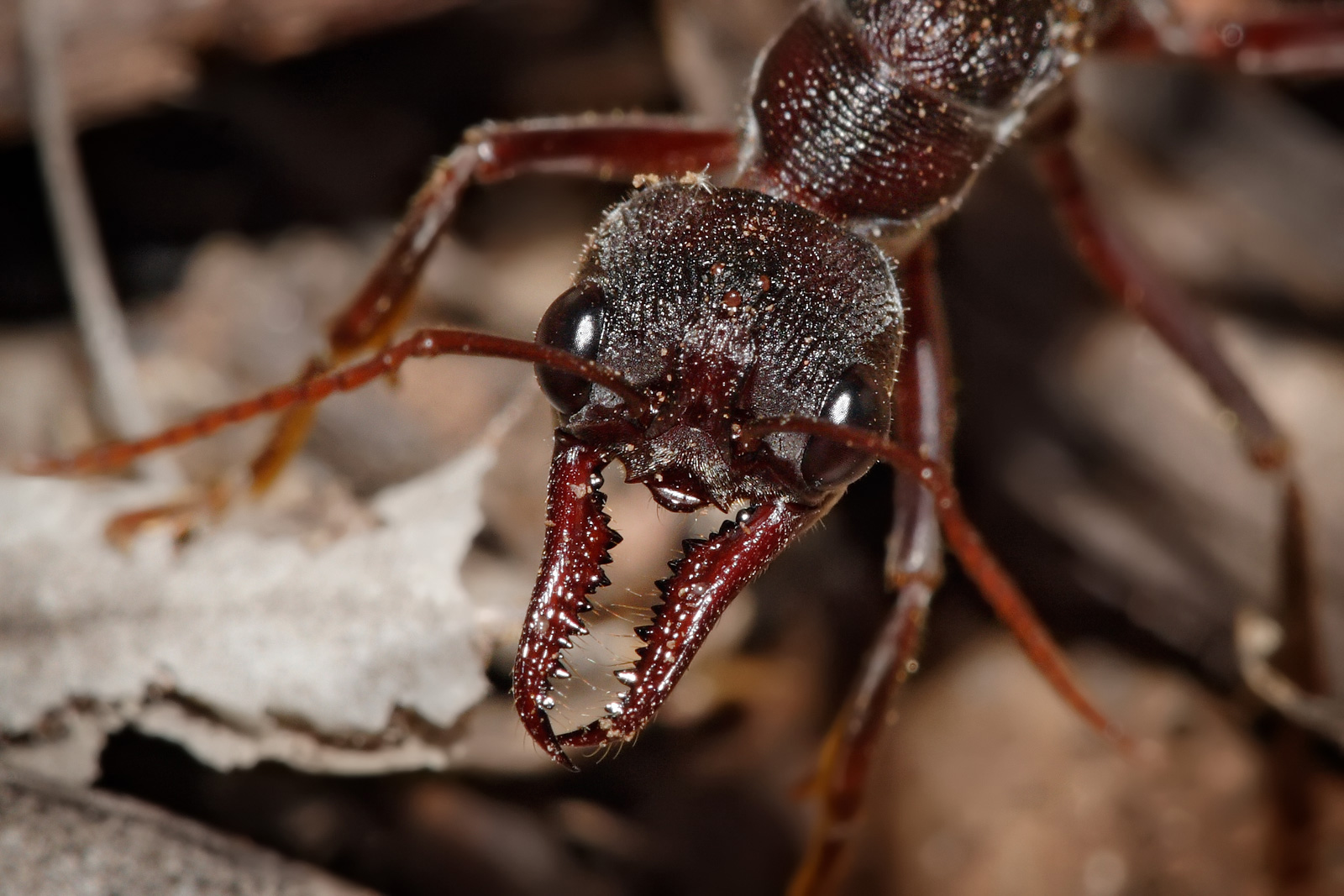
Fotografía de una hormiga bulldog en la que se aprecian sus potentes mandíbulas y los ojos compuestos relativamente grandes que le proporcionan una visión excelente.

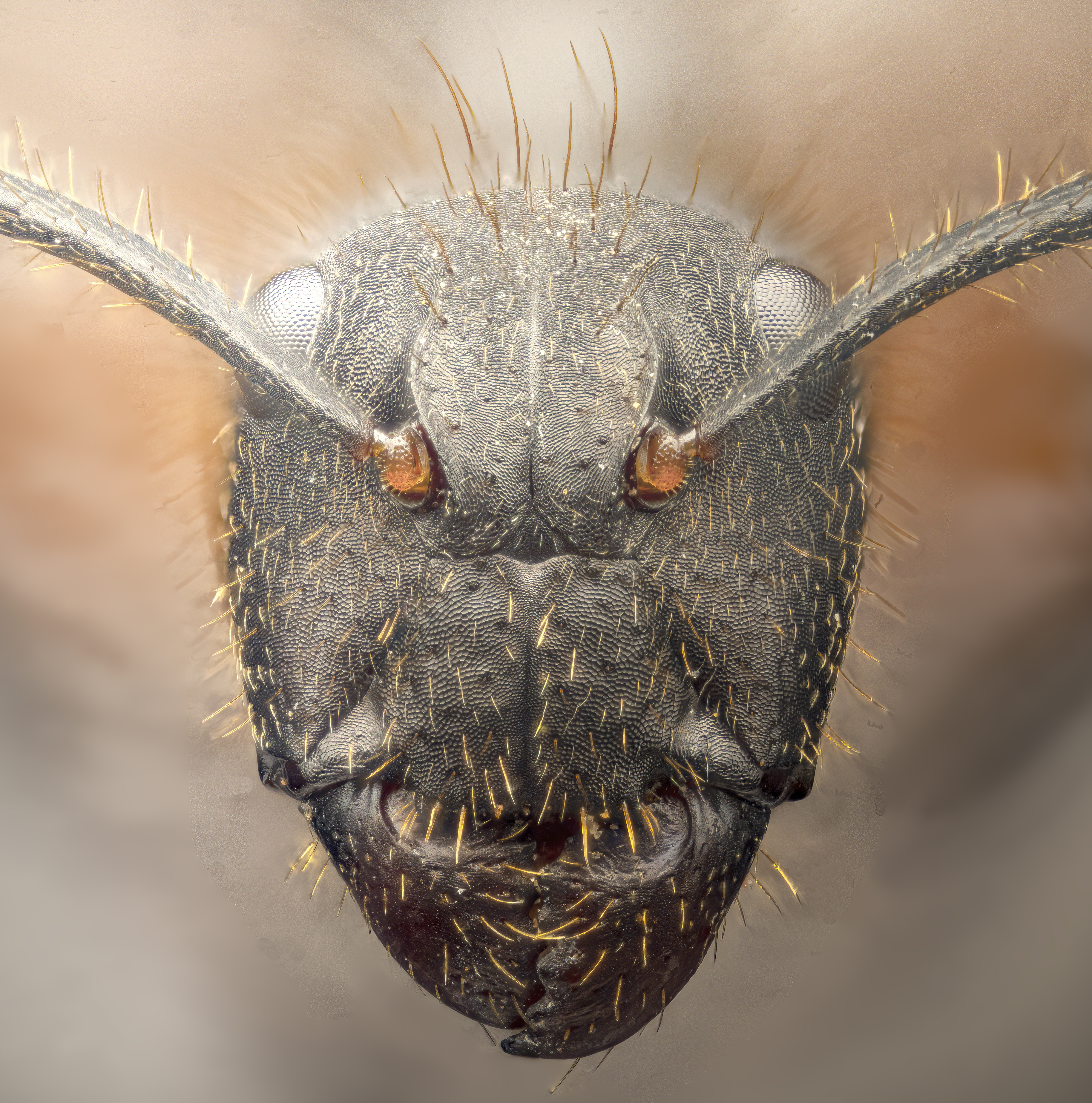
Vista frontal de la cabeza de Camponotus punctulatus.

Como el resto de los insectos, las hormigas cuentan con exoesqueleto, una cobertura exterior que sirve de carcasa protectora alrededor del cuerpo y de punto de anclaje para los músculos, en contraste con el endoesqueleto de los humanos y otros vertebrados. Los insectos no tienen pulmones; el oxígeno y otros gases como el dióxido de carbono atraviesan el exoesqueleto a través de unas minúsculas válvulas llamadas espiráculos. Los insectos también carecen de vasos sanguíneos cerrados (sistema circulatorio abierto); en cambio, tienen un tubo perforado, largo y delgado (denominado «aorta dorsal»), que se extiende por la parte superior del cuerpo y que hace las funciones de corazón y bombea hemolinfa hacia la cabeza, gobernando así la circulación de los fluidos internos. El sistema nervioso se compone de un cordón nervioso ventral que se extiende a lo largo del cuerpo, con varios ganglios y ramas que llegan a los extremos de los apéndices.

Diagrama de una hormiga obrera.

La cabeza de una hormiga contiene muchos órganos sensoriales. Como la mayor parte de insectos, tienen ojos compuestos formados por numerosas lentes minúsculas unidas. Sus ojos son adecuados para detectar movimiento, pero no ofrecen una gran resolución. También tienen tres pequeños ocelos (ojos simples) en la parte superior de la cabeza, que detectan el nivel lumínico y la polarización de la luz. En comparación con los vertebrados, la mayoría tienen una visión pobre o mediocre, y algunas especies subterráneas son completamente ciegas. Sin embargo, otras especies, como la hormiga bulldog australiana, tienen una vista excepcional. También en la cabeza cuentan con dos antenas, órganos con los que pueden detectar sustancias químicas, corrientes de aire y vibraciones y sirven a su vez para transmitir y recibir señales por medio del tacto. Disponen de dos fuertes mandíbulas, que usan para transportar alimentos, manipular objetos, construir nidos y para defenderse. Algunas especies tienen una cámara intrabucal, una especie de pequeño bolsillo que almacena alimento, para después pasárselo a otras hormigas o a las larvas.
Sus seis patas están ancladas al mesosoma (tórax). Unas garras ganchudas situadas al final de cada pata, así como unas almohadillas situadas entre las garras, permiten a estos animales escalar y engancharse a superficies inluso tan lisas como el cristal. Solo las hormigas reproductoras, reinas y machos tienen alas; las reinas las pierden después del vuelo nupcial, dejando unas marcas visibles que son un rasgo distintivo de las reinas. Sin embargo, en algunas especies las reinas y los machos tampoco tienen alas.
El metasoma (abdomen) de las hormigas alberga órganos internos importantes, incluidos los del sistema reproductor, respiratorio (tráquea) y excretor. Las obreras de muchas especies tienen el ovipositor modificado en un aguijón que usan para someter a las presas y defender sus nidos.

### Polimorfismo

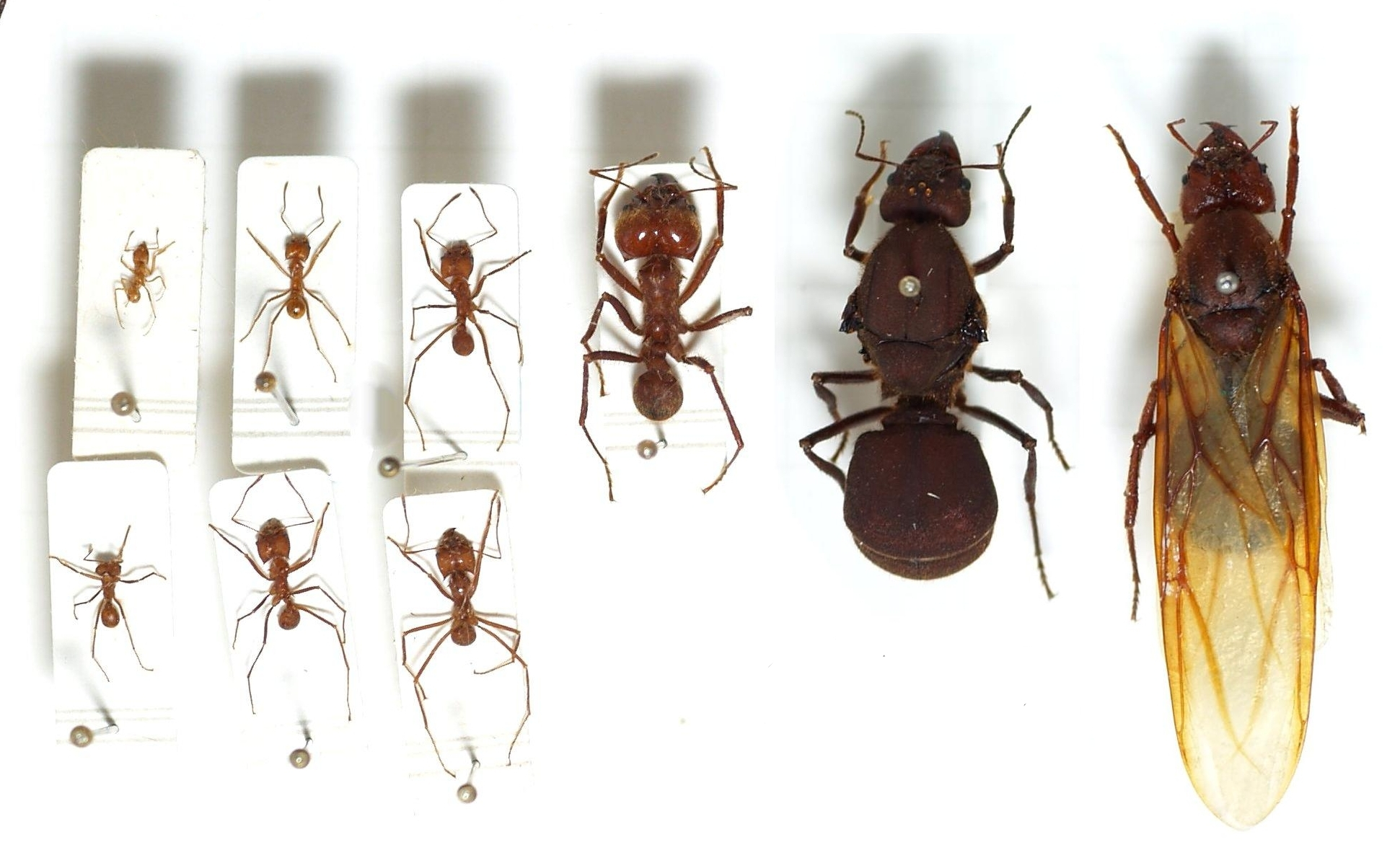
Siete obreras del género Atta de varias castas (izquierda) y dos reinas (derecha).

En las colonias de algunas especies hay castas físicas (con obreras de diferentes clases según el tamaño, denominadas obreras menores, medias y mayores), las más grandes suelen ayudar a los soldados siendo «cazadoras» como en la hormiga bulldog. Son denominados a veces hormigas «soldados» porque sus mandíbulas más potentes las hacen más eficaces en el combate. En algunas especies no existen las medianas y se aprecia una gran diferencia entre las menores y las mayores. Las hormigas tejedoras (género Oecophylla), por ejemplo, tienen una marcada distribución bimodal y otras especies son monomorfas, es decir todos los miembros son parecidos o iguales en su morfología y no tienen soldados. Otras especies presentan una variación continua en el tamaño de las obreras. Las obreras más pequeñas de la especie Pheidologeton diversus tienen un peso en seco 500 veces inferior al de sus compañeras de mayor tamaño.
Las obreras no pueden aparearse; sin embargo, debido al sistema haplodiploide de determinación sexual de las hormigas, las obreras de ciertas especies pueden poner huevos no fertilizados que resultan en machos haploides completamente fértiles. El papel de las obreras puede cambiar con la edad y, en algunas especies como las llamadas hormigas melíferas (género Myrmecocystus), un cierto número de obreras jóvenes son alimentadas hasta que su gáster se hincha de forma desproporcionada y sirven como auténticos depósitos vivientes de alimento. Inicialmente se creyó que este polimorfismo en la morfología y el comportamiento de las obreras estaba determinado por factores ambientales, como la nutrición o la acción de las hormonas, que conducían a diferentes tipos de desarrollo; sin embargo, se han detectado diferencias genéticas entre las castas obreras en especies del género Acromyrmex. Estos polimorfismos son causados por cambios genéticos relativamente pequeños; las diferencias en un único gen de Solenopsis invicta pueden determinar si la colonia tendrá una o varias reinas. La especie australiana Myrmecia pilosula tiene un único par de cromosomas (los machos, en su condición de haploides, solo tienen un cromosoma); esto representa el número de cromosomas más bajo conocido en el mundo animal, lo que las convierte en un interesante tema de estudio en la genética y la biología del desarrollo de los insectos sociales.

## Desarrollo y reproducción

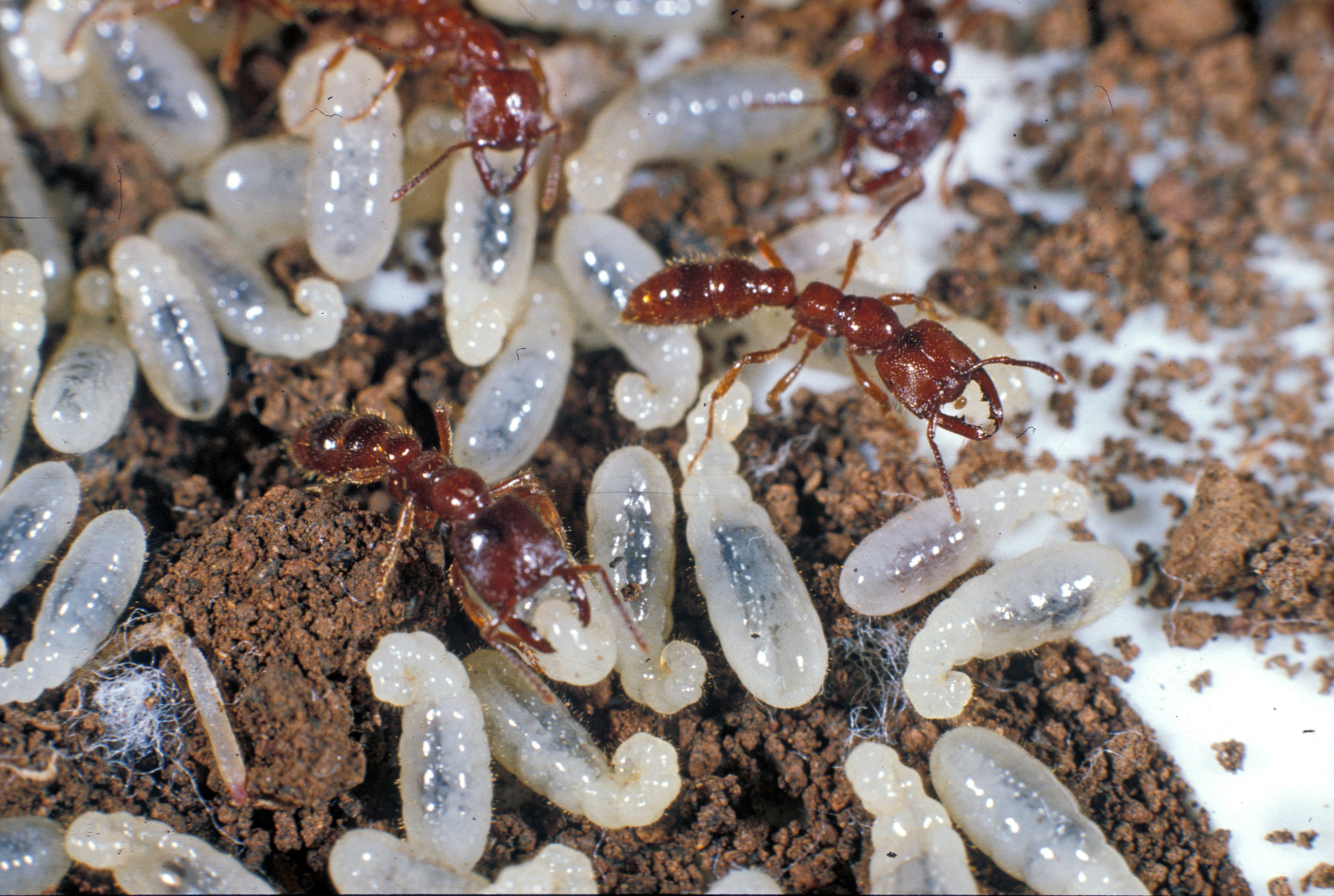
Onychomyrmex adultos y larvas.

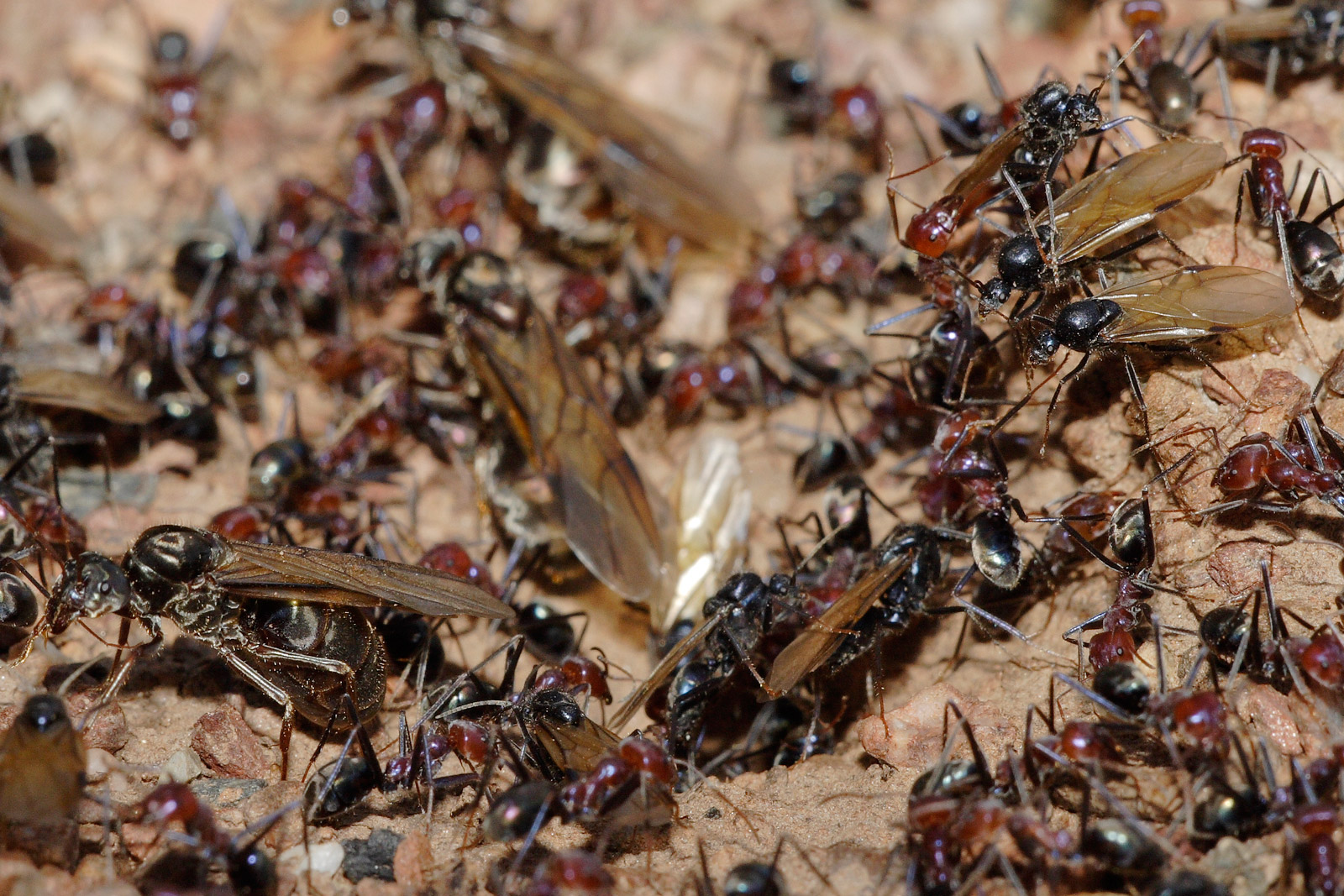
Enjambre de hormigas de la carne (Iridomyrmex purpureus) saliendo del nido.

La vida de una hormiga comienza a partir de un huevo; si está fertilizado, nacerá una hembra (diploide); si no, un macho (haploide). Este tipo de reproducción, característico de los himenópteros, se llama haplodiploidía.
Las hormigas son insectos holometábolos, esto es, que se desarrollan por metamorfosis completa, característica de los insectos más desarrollados, en la que pasan por estadios larvales y un estadio pupal antes de transformarse en imago. La larva permanece prácticamente inmóvil y es alimentada y cuidada por las obreras. A las larvas se les suministra alimento por trofalaxis, un proceso por el cual una hormiga regurgita la comida líquida almacenada en su buche. Los adultos también comparten de este modo los alimentos almacenados dentro del que podemos denominar «estómago social». Las larvas también pueden recibir alimentos sólidos, como por ejemplo huevos tróficos (no fecundados), trozos de presas, semillas traídas por obreras recolectoras o, en el caso de algunas especies, incluso pueden ser transportadas directamente hasta una presa capturada.
Las larvas pasan una serie de mudas y alcanzan el estadio pupal. La pupa tiene los miembros libres, no unidos al cuerpo como en las crisálidas de mariposa. En algunas especies la diferenciación entre reinas y obreras (ambas son hembras), y entre las diferentes castas de obreras, está influida por la alimentación que reciben las larvas. Las influencias genéticas y el polifenismo por el ambiente de desarrollo son complejos y la determinación de castas sigue siendo objeto de investigación. Los machos con alas emergen de las pupas junto con las hembras fértiles, también aladas, aunque algunas especies, como las hormigas guerreras, tienen reinas sin alas. Las larvas y las pupas tienen que permanecer a temperatura relativamente constante para asegurar un desarrollo adecuado, por lo que son trasladadas a menudo de una cámara de cría a otra dentro de la colonia.
Una nueva obrera pasa los primeros días de su vida adulta cuidando de la reina y de las crías. Posteriormente es promovida a tareas de excavación y de mantenimiento del hormiguero y, más adelante, a defender el hormiguero y recolectar alimento. Estos cambios pueden ser bastante repentinos, y definen lo que se denomina castas temporales. Una posible explicación de esta secuencia son las numerosas bajas que se producen durante la recolección, por lo que resulta un riesgo solo aceptable para las hormigas más viejas, que probablemente morirían pronto de causas naturales.

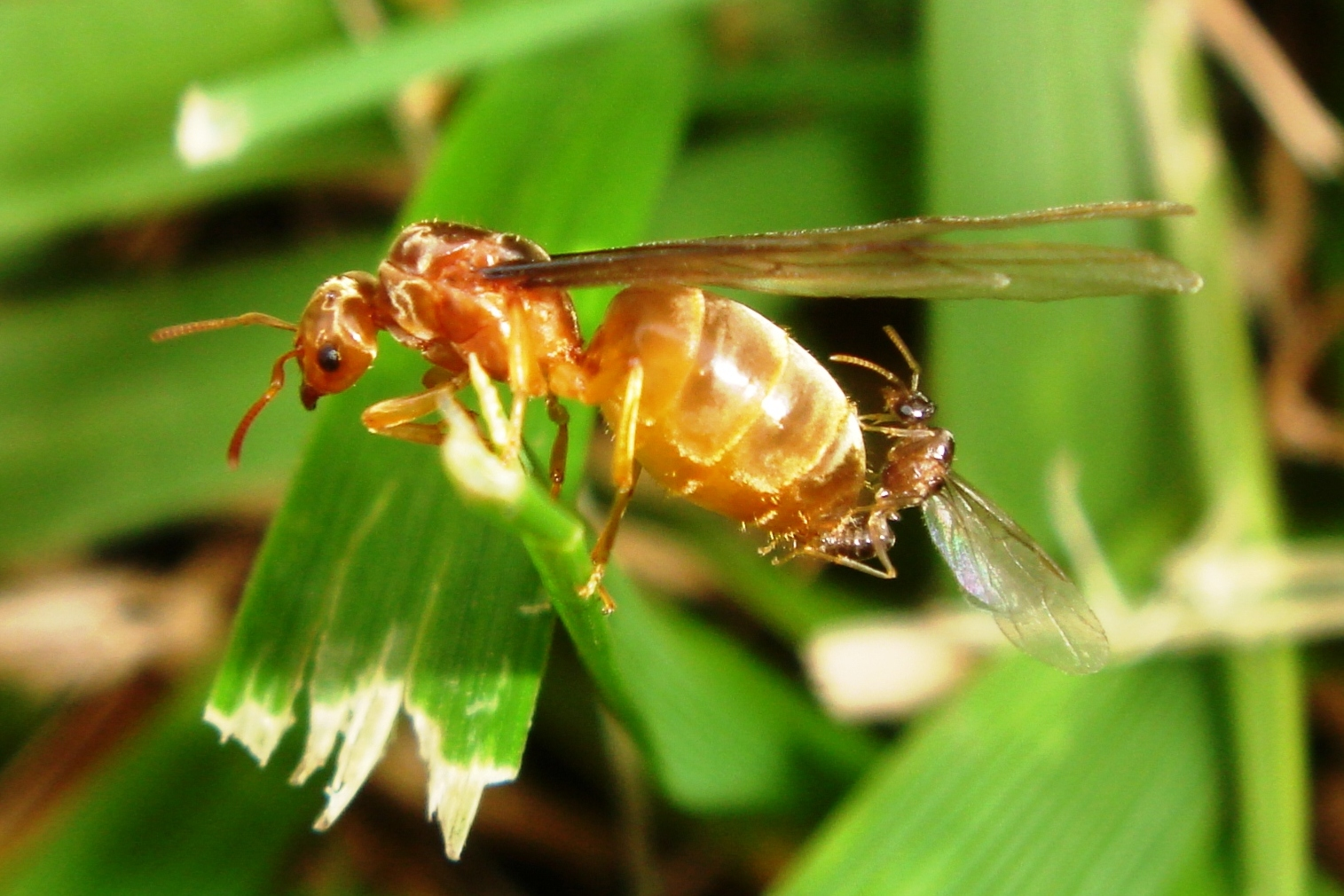
Hormigas durante el apareamiento.

La mayoría de las especies tienen un sistema en que solo la reina y las hembras fértiles tienen la capacidad de aparearse. Contrariamente a la creencia popular, algunos hormigueros tienen múltiples reinas, mientras que otros pueden existir sin reinas. En colonias sin reinas, hay obreras con la capacidad de reproducirse; esas obreras reciben el nombre de «gamergates» y las colonias que carecen de reina se conocen como colonias gamergates. La mayor parte de las reinas son las únicas hembras que son fértiles.

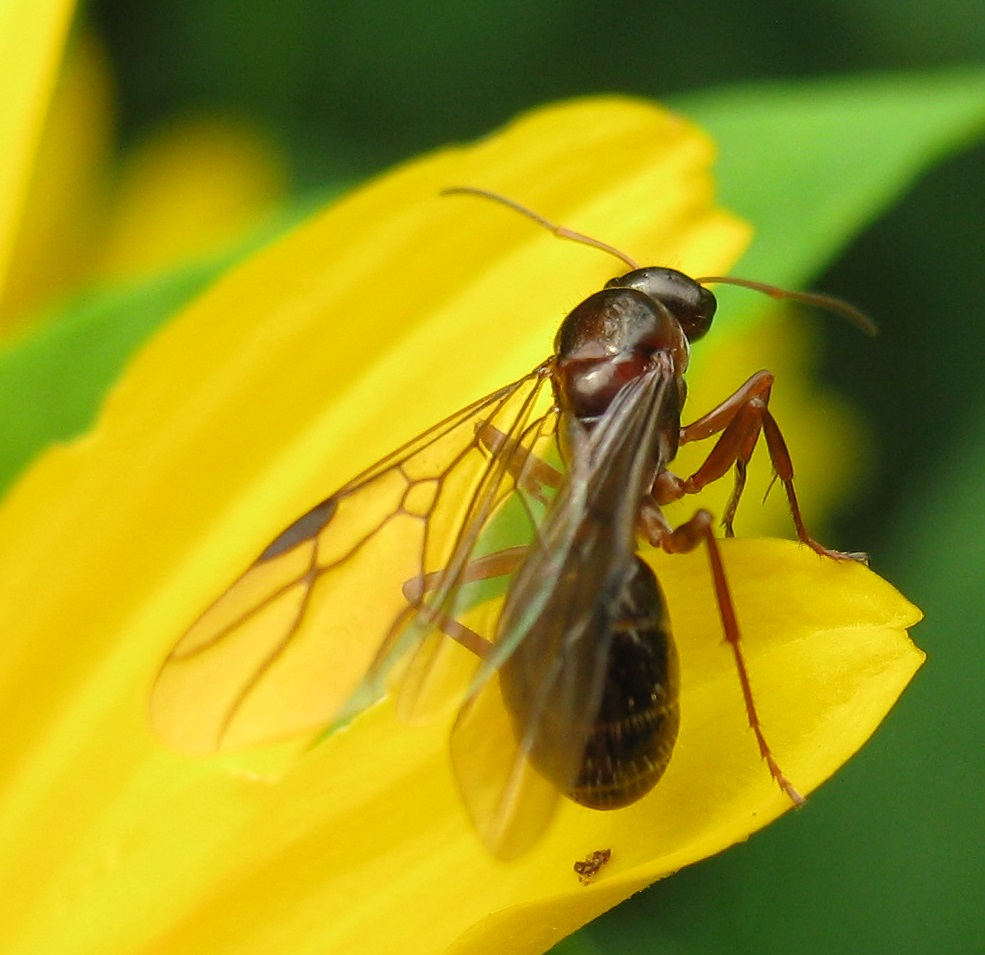
Ejemplar alado de Formica neogagates.

Los machos alados también puede aparearse con reinas de otras colonias; cuando se introduce en una colonia ajena, el macho es atacado por las obreras, pero entonces libera una feromona de apareamiento y, al ser reconocido como amigo, se le llevará ante la reina para aparearse. Los machos también pueden patrullar el nido y luchar contra otros atacándoles con sus mandíbulas, perforando su exoesqueleto y luego marcándolos con una feromona; el macho marcado se identifica entonces como un invasor por las hormigas obreras y lo matan.
La mayoría de las especies de hormigas son univoltinas, y producen una nueva generación cada año. Durante el periodo de apareamiento, que varía dependiendo de la especie, los machos y hembras alados salen al exterior (generalmente los machos lo hacen antes que las hembras) en el llamado vuelo nupcial. Los machos utilizan señales visuales para buscar un lugar de apareamiento común donde convergen otros machos; entonces secretan unas feromonas para que acudan las hembras. Las hembras de algunas especies se aparean con un solo macho, pero en otras pueden aparearse con hasta diez o más machos diferentes, almacenando el esperma en su espermateca. Las hembras que se han apareado buscan después un lugar adecuado para empezar una nueva colonia; allí se arrancan las alas y empiezan a poner los huevos y a cuidarlos. Las hembras almacenan el esperma que obtienen durante su vuelo nupcial para fertilizar de manera selectiva los futuros huevos. Las primeras obreras que nacen son débiles y más pequeñas que las que nacen con posterioridad, pero empiezan a servir a la colonia inmediatamente; amplían el hormiguero, buscan alimentos y cuidan de los otros huevos. En la mayoría de las especies, es así como se forman las colonias. En las especies que tienen varias reinas, una de ellas puede abandonar el hormiguero, junto con algunas obreras, para fundar una nueva colonia en otro lugar.

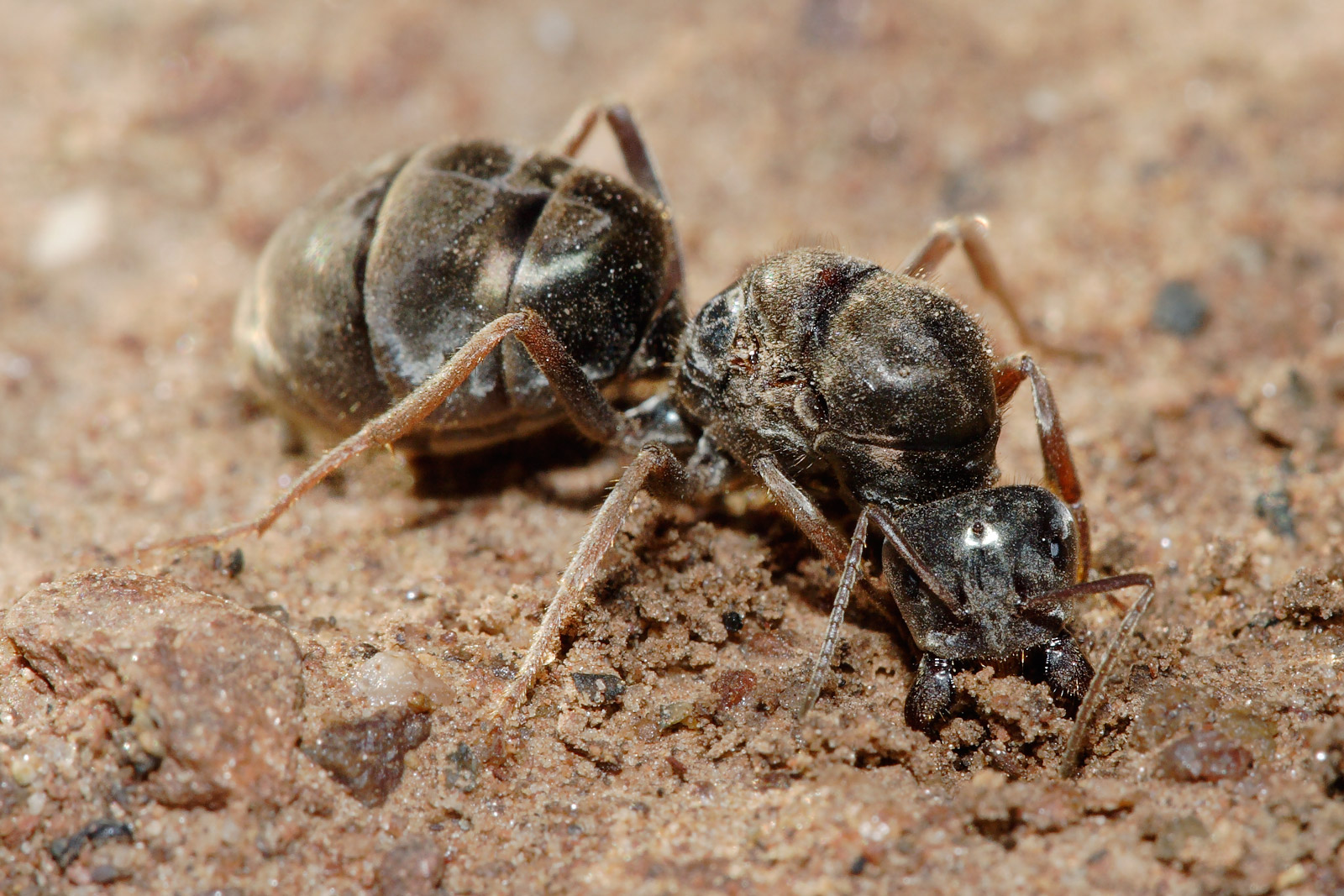
Una reina fertilizada comienza a excavar una nueva colonia.

Se han descrito una gran variedad de estrategias reproductivas en distintas especies de hormigas. Se sabe que las hembras de algunas especies tienen la capacidad de reproducirse asexuadamente por partenogénesis telitoquia, y una especie, Mycocepurus smithii, está compuesta solo por hembras.
Las colonias de hormigas pueden ser longevas. Las reinas pueden vivir hasta treinta años, mientras que las obreras viven entre uno y tres. Los machos, sin embargo, tienen una vida más efímera, y solo viven unas pocas semanas. Se estima que las hormigas reina viven hasta cien veces más que los insectos solitarios de un tamaño similar.
Permanecen activas a lo largo de todo el año en la zona tropical, pero, en regiones más frías, sobreviven el invierno en un estado de dormancia o inactividad. Las formas de inactividad son variadas y algunas especies de zonas templadas tienen larvas que entran en estado inactivo (diapausa), mientras que otras, solo son los adultos los que pasan el invierno en un estado de actividad reducida.

## Comportamiento y ecología

### Comunicación

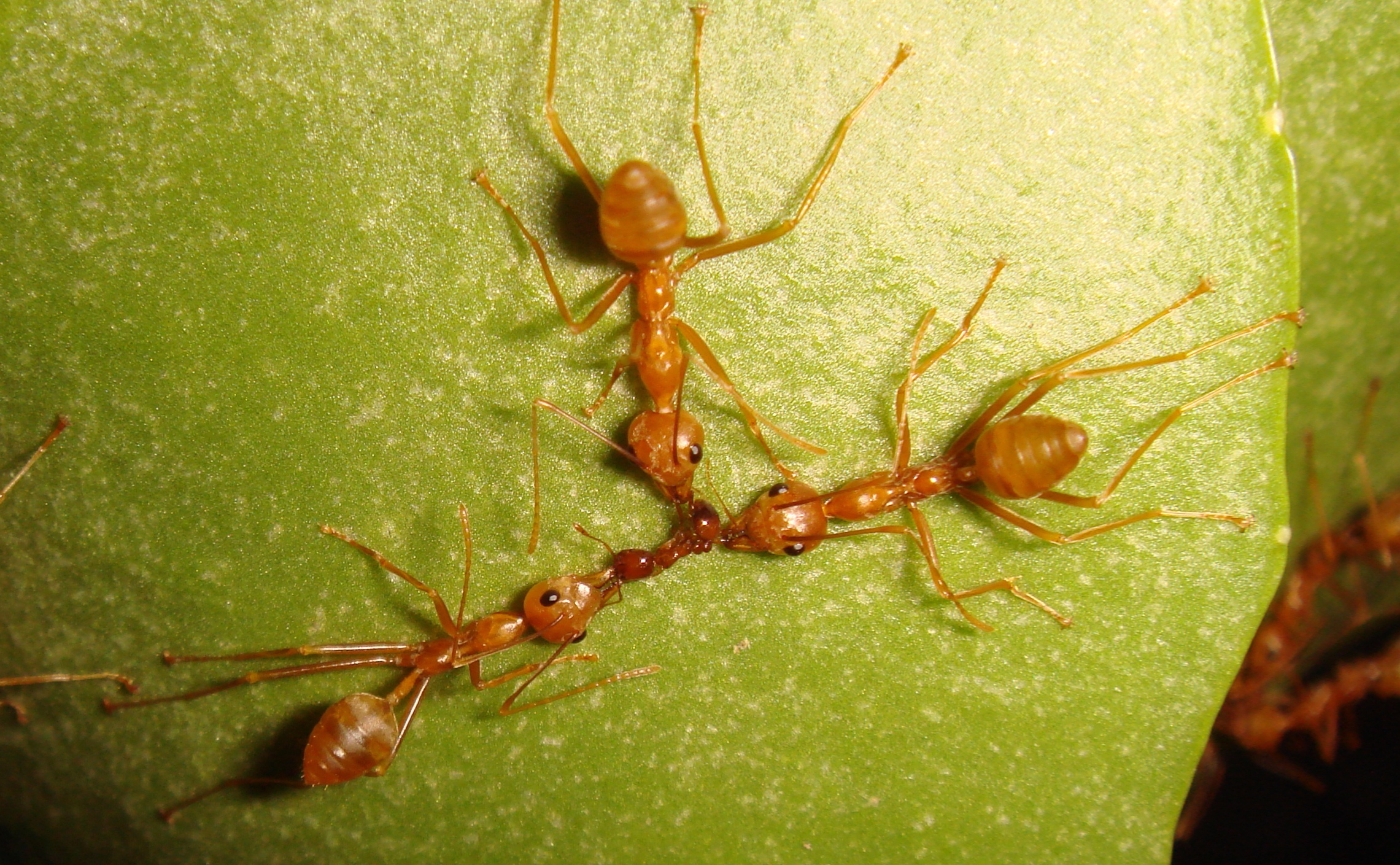
Hormigas tejedoras (género Oecophylla) colaborando para desmembrar a una hormiga roja (las dos situadas a los extremos tiran, mientras que la del medio la corta).

Las hormigas se comunican entre ellas por medio de feromonas. Estas señales químicas están más desarrolladas en los formícidos que en otros grupos de himenópteros. Como otros insectos, las hormigas perciben olores con sus largas y delgadas antenas móviles, que ofrecen además información sobre la dirección y la intensidad de los olores. Dado que la mayoría viven en tierra, usan la superficie del suelo para dejar rastros de feromonas que las otras hormigas pueden seguir. En las especies que recolectan en grupos, un recolector que encuentra alimento deja un rastro cuando vuelve al hormiguero; las demás siguen este rastro, y después lo refuerzan cuando vuelven a la colonia con alimentos. Cuando se agota la fuente de alimento ya no van dejando el rastro, y las feromonas se disipan lentamente. Este comportamiento les ayuda a adaptarse a los cambios en su ambiente. Por ejemplo, cuando un camino establecido hacia una fuente de alimento queda bloqueado por un obstáculo, las recolectoras lo abandonan para explorar nuevas rutas. Si una hormiga tiene éxito, deja un nuevo rastro durante su regreso para marcar la ruta más corta. Las mejores rutas son seguidas por más hormigas, reforzando el rastro y encontrando de manera gradual el mejor camino.
Las hormigas no solo usan las feromonas para dejar rastros, sino también como señal de alarma ante alguna amenaza. Por ejemplo, una hormiga aplastada libera una feromona específica que lleva a las que se encuentren en las proximidades a un frenético ataque, y es capaz de atraer a más hormigas de otros lugares. Algunas especies incluso usan «feromonas de propaganda» para confundir a las especies enemigas y hacerlas luchar entre sí. Las feromonas son producidas por una gran variedad de estructuras, como la glándula de Dufour, las glándulas venenosas y las del intestino posterior, el pigidio, el recto, el esternón y la tibia posterior. Las feromonas también pueden ser intercambiadas cuando se mezclan con la comida y son traspasadas por trofalaxia, acción que permite transmitir información dentro de la colonia. Esto también les permite determinar a qué grupo de trabajo (por ejemplo, recolección o mantenimiento del hormiguero) pertenecen los otros miembros de la colonia. En las especies con castas de reinas, las obreras empiezan a criar nuevas reinas en la colonia cuando la reina dominante deja de producir una feromona específica.
Algunas hormigas producen sonidos por medio de estridulación (haciendo rozar dos partes del cuerpo), utilizando los segmentos del gáster y las mandíbulas. Los sonidos pueden servir para comunicarse con miembros de la colonia o con otras especies.

### Defensa

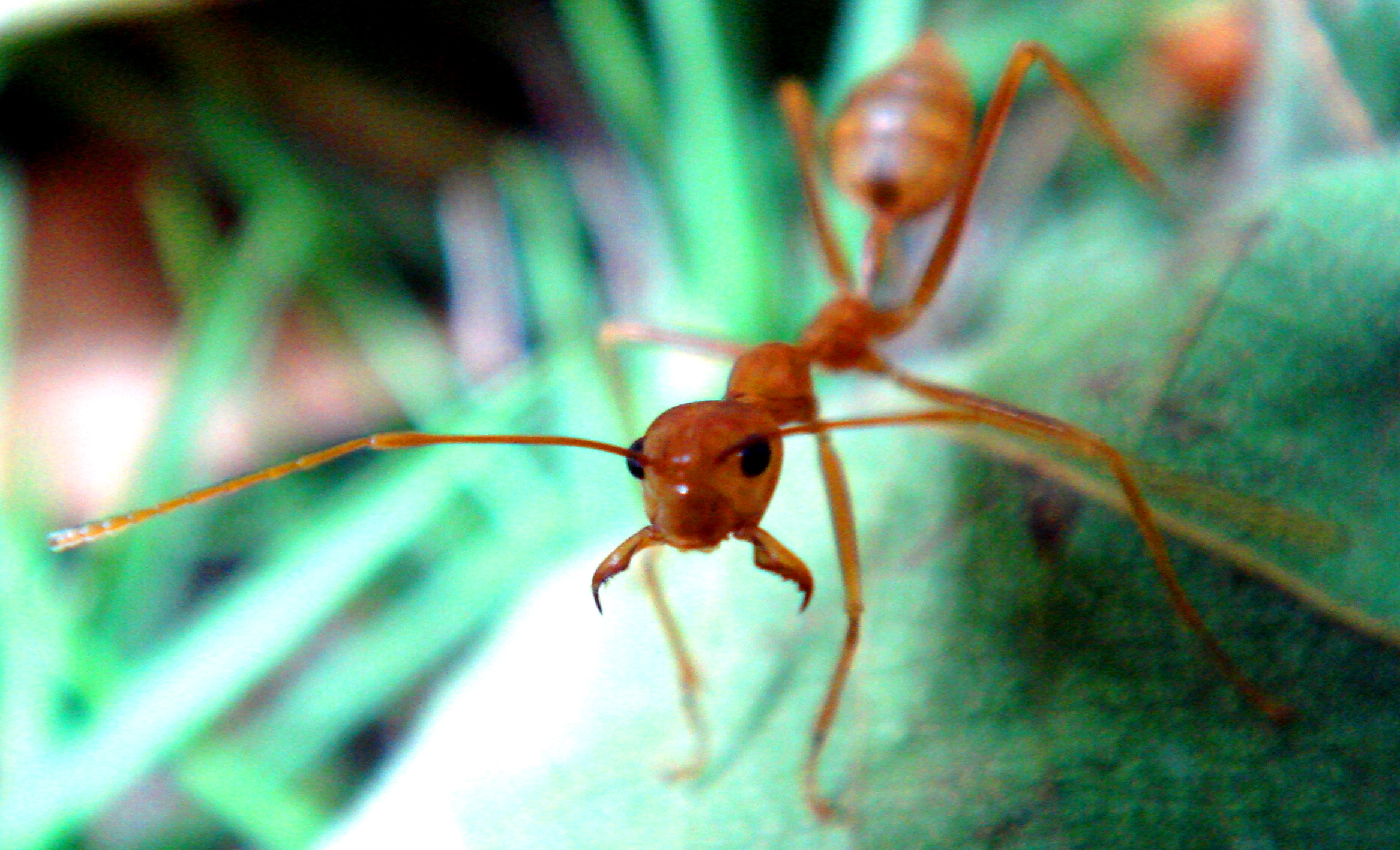
Hormiga tejedora en posición de lucha, con las mandíbulas abiertas.

Las hormigas atacan y se defienden mordiendo y, en muchas especies, picando (solo unas pocas especies poseen aguijón propiamente dicho), a menudo inyectando o rociando productos químicos como el ácido fórmico. Se considera que Paraponera clavata, originaria de América Central y América del Sur, tiene la picadura más dolorosa de cualquier insecto, aunque generalmente no suele resultar fatal para los humanos, y recibe la puntuación más alta en el Schmidt Sting Pain Index. La picadura de la especie Myrmecia pilosula puede llegar a ser letal, pero se ha desarrollado un antisuero. Las hormigas del género Solenopsis son las únicas que tienen un saco de veneno que contiene alcaloides de piperidina. Sus picaduras son dolorosas y pueden ser peligrosas para las personas hipersensibles.

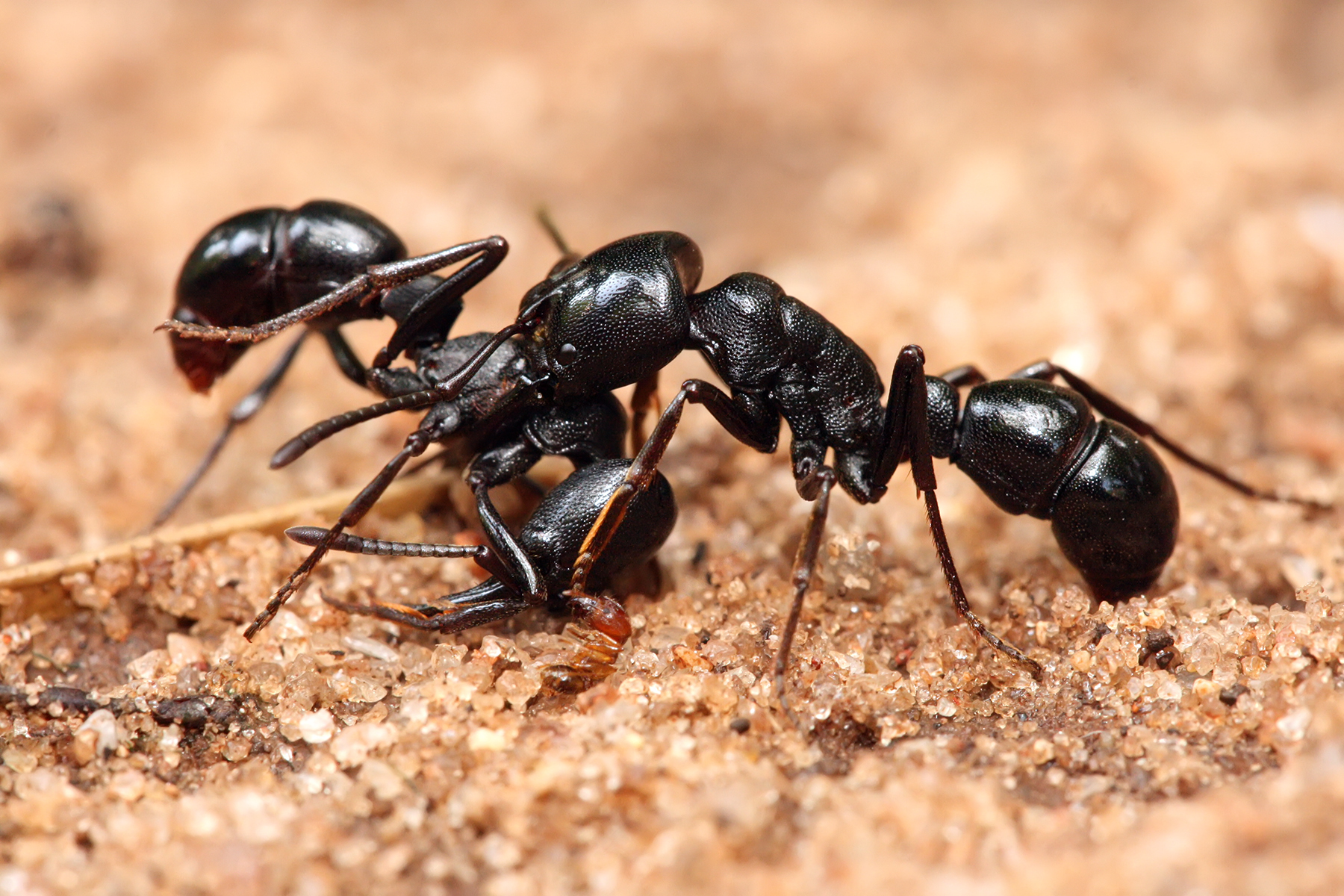
Para proteger su territorio, las hormigas pueden atacar o defenderse de otras de su misma especie.

Las hormigas del género Odontomachus están equipadas con unas mandíbulas llamadas «mandíbulas-trampa», que se cierran más rápido que cualquier otro apéndice predador del reino animal. Un estudio sobre la especie Odontomachus bauri registró velocidades de entre 126 y 230 km/h, con las mandíbulas cerrándose en 130 microsegundos de media. También se comprobó que estas hormigas usaban sus mandíbulas como una catapulta para expulsar intrusos o para lanzarse ellas mismas hacia atrás para evitar una amenaza. Antes de golpear, la hormiga abre al máximo las mandíbulas y quedan trabadas en esa posición gracias a un mecanismo interno. La energía se almacena en un grueso grupo de músculos y se libera de forma explosiva por la estimulación de unos pelos sensoriales en su interior. Las mandíbulas también permiten movimientos lentos y precisos cuando hay que desarrollar otras tareas como el cuidado de las larvas. Las «mandíbulas-trampa» también se encuentran en los géneros Anochetus, Orectognathus y Strumigenys, así como en algunos miembros de la tribu Dacetini, en lo que es un ejemplo de evolución convergente.
Una especie de hormiga malaya de la superespecie Camponotus cylindricus ha ampliado las glándulas mandibulares que se extienden en su gaster. Cuando se les molesta, las obreras rompen la membrana del gaster, causando un estallido de secreciones que contienen acetofenonas y otros productos químicos que inmovilizan a pequeños insectos atacantes. A causa de esta acción, la obrera muere. La defensa suicida de obreras también se ha registrado en la hormiga brasileña Forelius pusillus donde un pequeño grupo de hormigas abandona la seguridad del nido después de sellar la entrada exterior cada tarde.

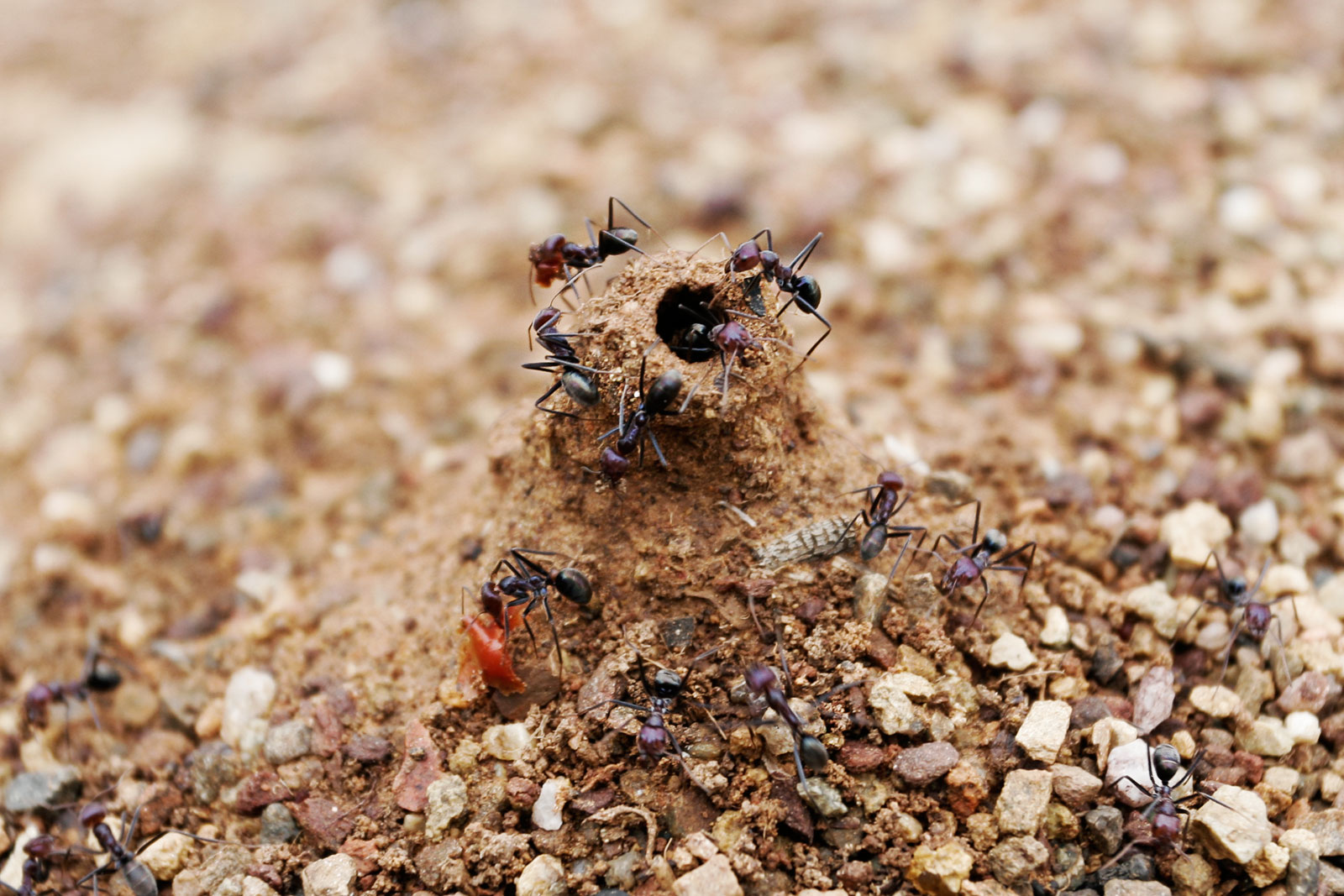
Entrada de hormiguero construida de forma que impida que entre el agua de la lluvia.

Además de defenderse de los depredadores, tienen que proteger sus colonias de los patógenos. Algunas hormigas obreras se encargan de la higiene de la colonia, y entre sus actividades se incluye eliminar los cadáveres de compañeras muertas (necroforesis). En la especie Atta mexicana se ha identificado el ácido oleico como el compuesto liberado por las hormigas muertas que provoca este comportamiento necrofórico, mientras las obreras de Linepithema humile reaccionan a la ausencia de compuestos químicos característicos (dolichodial e iridomyrmecin) presentes en la cutícula de sus compañeras de nido vivas. En las hormigas, las diferentes castas tienen diferentes umbrales de respuesta a olores particulares, lo cual podría deberse a un diferente número y distribución de las neuronas receptoras a olores en las antenas. La sensibilidad al ácido oleico liberado de los cadáveres es casta-específico: los soldados de Atta mexicana no son sensibles a las señales de muerte, es decir, el ácido oleico, pero sí responden a las feromonas de alarma.
La elaborada arquitectura del hormiguero las protege de amenazas naturales como por ejemplo las inundaciones y el sobrecalentamiento. Un caso muy curioso es el de las obreras de Cataulacus muticus, una especie arborícola que vive en los huecos de los troncos, que combaten las inundaciones bebiendo agua dentro del nido y expulsándola al exterior. La pequeña Camponotus anderseni, que construye sus nidos en cavidades de los árboles de los manglares, se ha adaptado de una forma notable a las inundaciones provocadas por las mareas; bloquean la entrada al nido con la cabeza de un soldado y evitan la entrada del agua, y ante la falta de aire puro y el incremento de CO2 en el nido, pueden sobrevivir bajo el agua cambiando a una respiración anaeróbica.

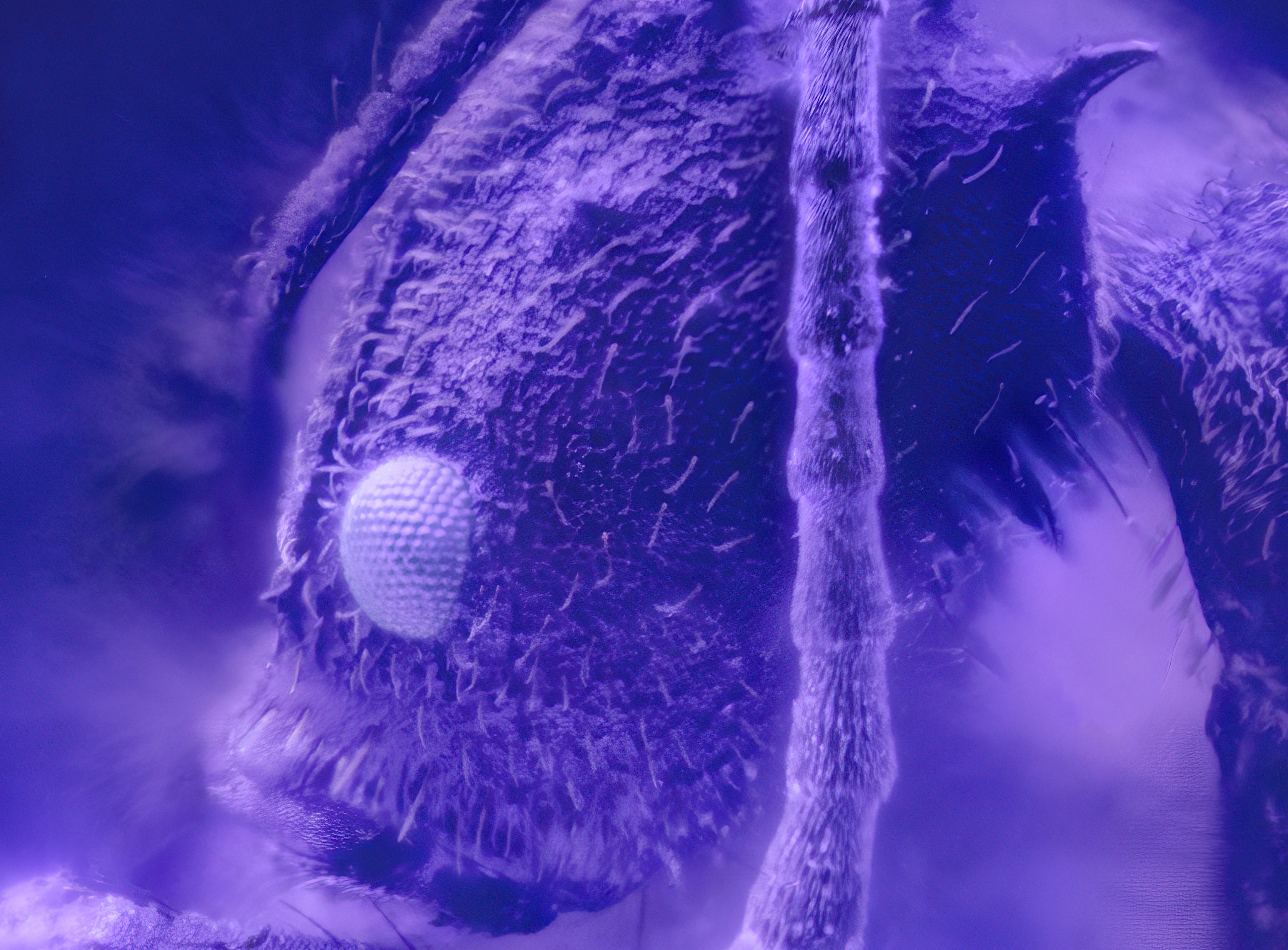
Ojo de hormiga, Camponotus punctulatus, foto con luz ultravioleta, luz que reflejan los ojos de las hormigas.

### Aprendizaje
Muchos animales pueden aprender comportamientos por imitación, pero es posible que las hormigas sean el único grupo, aparte de los mamíferos, en que se ha observado una enseñanza interactiva. Una recolectora experimentada de Temnothorax albipennis conduce a una compañera inexperta a una fuente de alimento recientemente descubierta por medio del proceso extremadamente lento del llamado «reclutamiento en tándem». La hormiga «alumna» obtiene conocimientos de su «tutora». Tanto la tutora como la alumna reconocen como va el progreso de su compañera, haciendo que la tutora vaya más lenta cuando la alumna se queda atrás, y que acelere cuando la alumna se acerca demasiado.
Experimentos controlados con colonias de Cerapachys biroi sugieren que los individuos pueden elegir su papel en el hormiguero basándose en su experiencia anterior. Una generación entera de obreras idénticas fue dividida en dos grupos en los cuales se controló el éxito en la recolección de alimento. Un grupo era recompensado continuamente con presas, mientras que al otro siempre se lo hacía fracasar. Como resultado, los miembros del grupo con éxito intensificaron su actividad recolectora mientras que el grupo sin éxito salía cada vez menos del nido. Un mes más tarde, los recolectores con éxito continuaban con su papel, mientras que el resto había cambiado para especializarse en el cuidado de las crías.

### Construcción de colonias

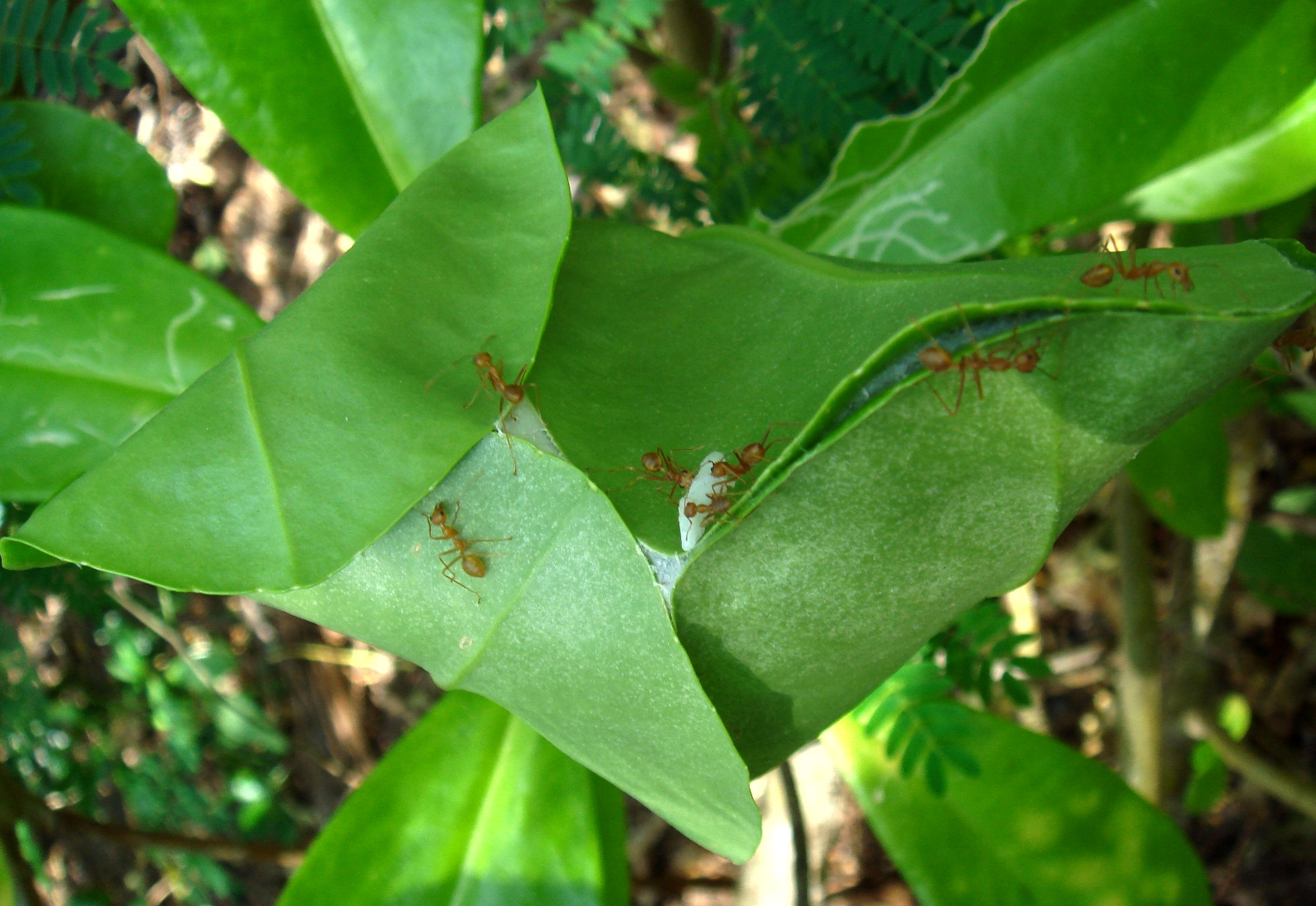
Hormigas tejedoras construyendo un nido de hojas en Pamalican, Filipinas.

Muchas especies construyen hormigueros complejos, pero otras son nómadas y no crean estructuras permanentes. Pueden construir colonias subterráneas o construirlas en árboles y otras estructuras naturales o artificiales. Estos nidos pueden encontrarse bajo tierra, bajo piedras o troncos, en el interior de troncos, tallos huecos o incluso bellotas. Los materiales que utilizan para construir el hormiguero generalmente incluyen tierra y materia vegetal. Eligen cuidadosamente el lugar donde construir la colonia; Temnothorax albipennis evita los lugares con hormigas muertas, puesto que esto puede indicar la presencia de parásitos o enfermedades. A la primera señal de amenaza abandonan rápidamente las colonias ya establecidas.
Las hormigas legionarias de América del Sur y las hormigas viajeras de África (género Dorylus) no construyen hormigueros permanentes, sino que van alternando el nomadismo con etapas en que las obreras forman un nido temporal. Las obreras utilizan sus propios cuerpos sujetándose unas a otras, creando así la estructura del nido para proteger a la reina y a las larvas, y lo deshacen posteriormente cuando continúan con su viaje.
Las obreras de las hormigas tejedoras construyen nidos en los árboles uniendo hojas; primero las sujetan por medio de «puentes» de obreras y después hacen que las larvas produzcan seda mientras las mueven por los bordes de las hojas. Se han observado métodos de construcción similares en algunas especies de Polyrhachis.

### Alimentación

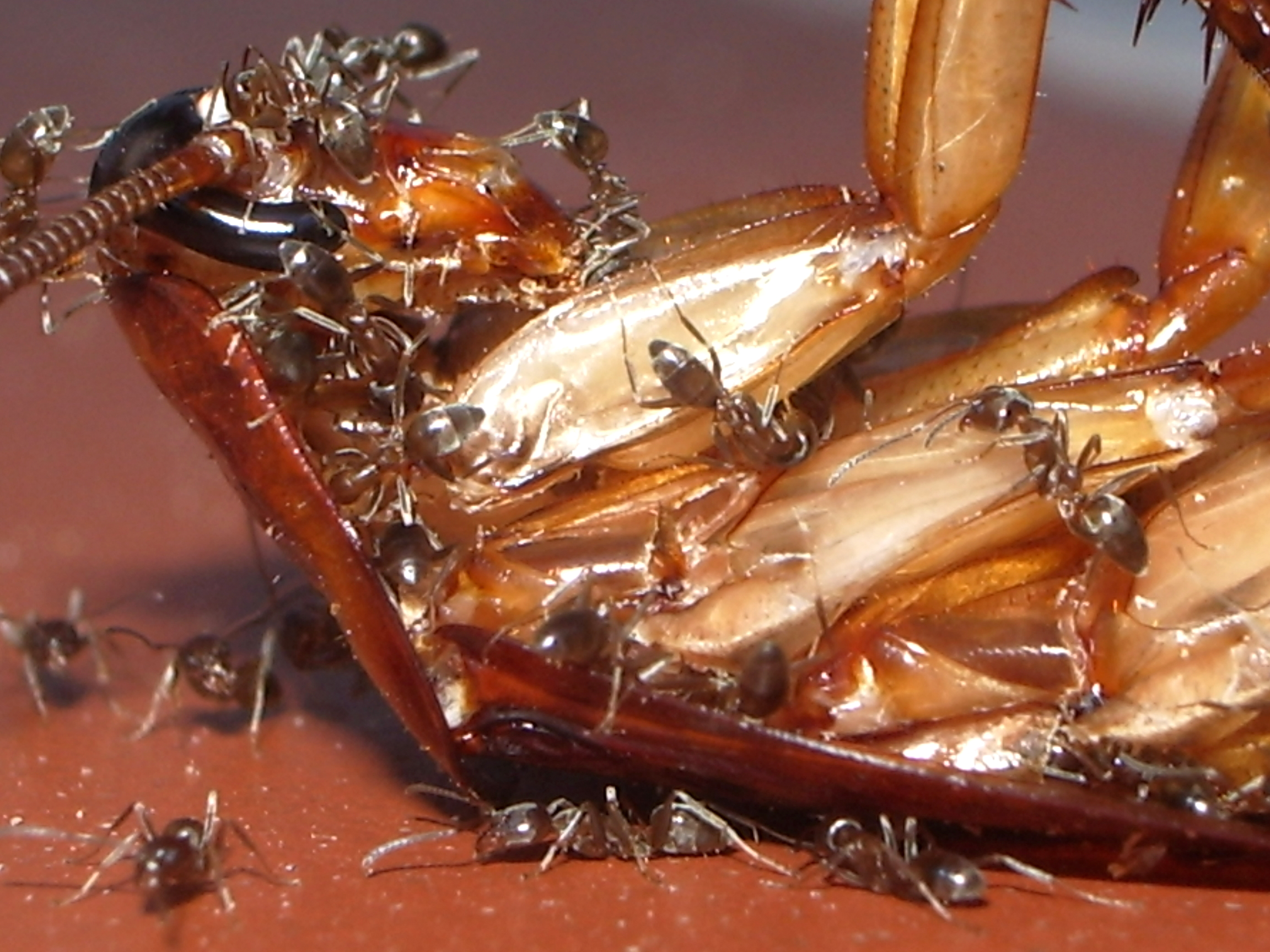
Muchas especies de hormigas son carroñeras.

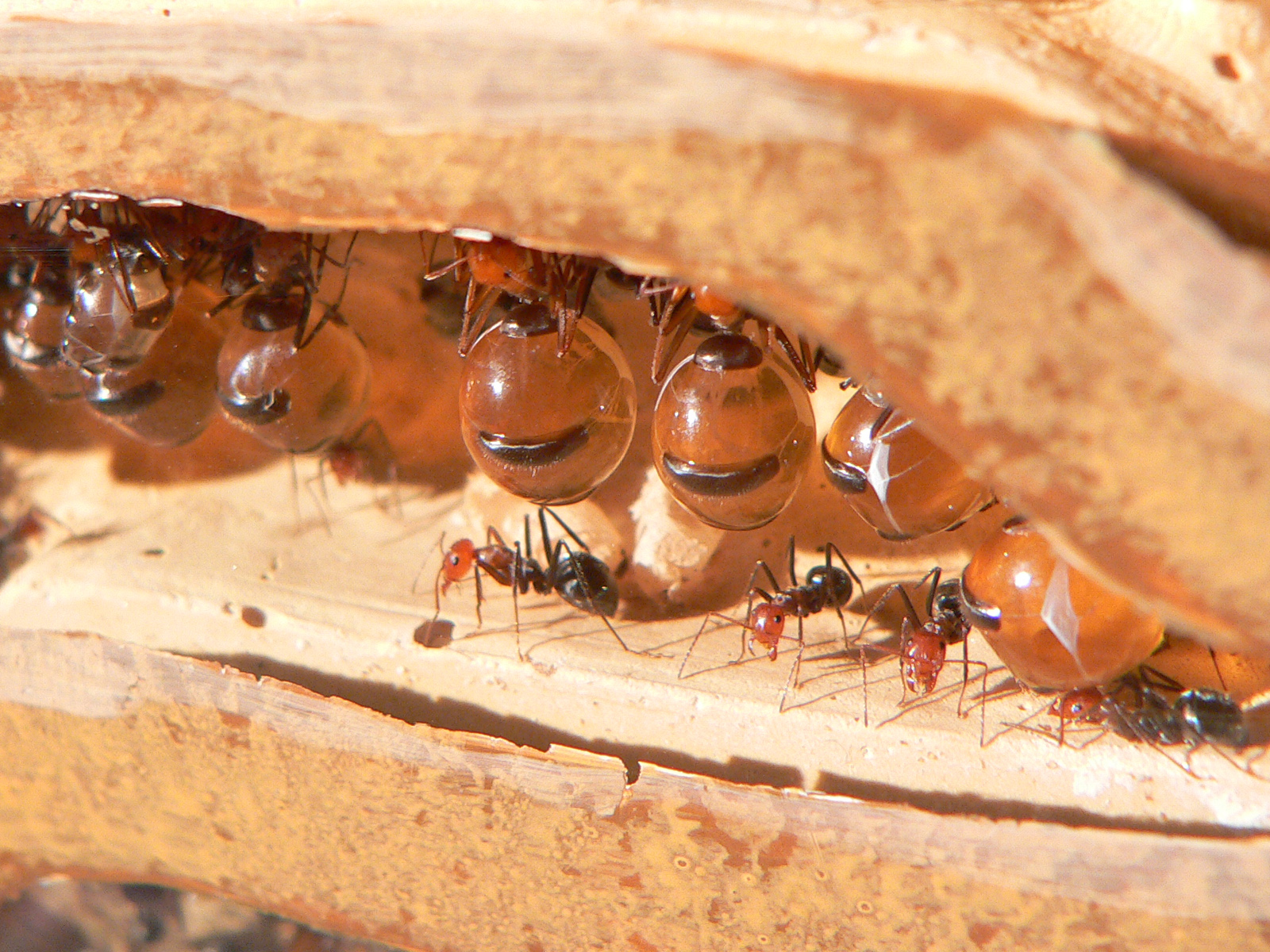
Hormigas melíferas (género Myrmecocystus) almacenando comida en previsión de posibles carencias.

La mayor parte de las hormigas son depredadoras generalistas, carroñeras o herbívoras directas o indirectas, pero algunas especies han evolucionado hacia una especialización en los modos de obtener alimentos.
Las hormigas cortadoras de hojas (Atta y Acromyrmex) se alimentan exclusivamente de un hongo que solo crece dentro de sus colonias. Recogen continuamente hojas que después llevan a la colonia, las cortan en trozos pequeños y las ponen en jardines de hongos. Las obreras se especializan en tareas según su tamaño; las más grandes cortan tallos, las medianas mastican las hojas y las más pequeñas cuidan de los hongos. Estas hormigas son lo bastante sensibles como para reconocer la reacción de los hongos ante diferentes tipos de vegetales, aparentemente detectando señales químicas de los hongos. Si un determinado tipo de hoja es tóxico para el hongo, la colonia ya no recogerá más. Las hormigas se alimentan de unas estructuras producidas por los hongos denominadas gongylidia. Unas bacterias simbióticas que se encuentran en la superficie exterior de las hormigas producen unos antibióticos que eliminan las bacterias que podrían dañar los hongos.
En la especie Leptanilla swani (subfamilia Leptanillinae) la larva alimenta con su propia hemolinfa a la reina mediante glándulas especializadas situadas en su protórax y el tercer segmento abdominal. Este comportamiento es similar al de Adetomyrma venatrix (no relacionada con la anterior), una rara y primitiva especie endémica de Madagascar, conocida como hormiga vampiro u hormiga Drácula, debido a que, en lugar de que las larvas regurgiten alimento como es habitual en la mayor parte de las especies, las obreras y las reinas muerden y perforan la piel de las larvas para alimentarse de los fluidos de su cuerpo. Esta sorprendente forma de alimentarse no causa la muerte de la larva, por lo que se denomina «canibalismo no destructivo».

### Sueño
En un estudio realizado en Estados Unidos conjuntamente por la Universidad del Sur de Florida y la Universidad de Texas en Arlington, se investigaron los patrones de sueño en las hormigas de fuego. Debido a que esta especie por lo general vive bajo tierra, los investigadores esperaban que sus patrones de sueño no se vieran influenciados por el sol.
Según el estudio, las reinas de las hormigas de fuego duermen de media 90 veces al día durante unos 6 minutos cada vez, lo que equivale a unas 9 horas de sueño al día, mientras que las obreras de la especie tienen unas 250 siestas de alrededor de un minuto (unas 4 horas y 50 minutos al día); esto lo hacen para que en cada momento estén despiertas un 80 % de las obreras para proteger y servir a la colonia. El equipo de investigación también concluyó que había evidencias que sugieren que las hormigas reinas sueñan cuando duermen profundamente.
Esta división de descanso puede ayudar a explicar por qué las reinas de las hormigas de fuego viven durante seis años (en algunas especies llegan a un máximo de 45 años), mientras que las obreras de las hormigas de fuego normalmente viven seis meses.

### Orientación
Las hormigas recolectoras recorren distancias de hasta 200 metros desde su nido, y encuentran el camino de regreso, incluso en la oscuridad, gracias a los rastros de olor que van dejando. En las regiones calurosas y áridas las hormigas que salen de día corren el peligro de morir por desecación, de forma que la capacidad de encontrar con mayor rapidez el camino de regreso reduce este riesgo. Así, hormigas diurnas de zonas desérticas del género Cataglyphis, como Cataglyphis bicolor, que habita en el desierto del Sahara, se orienta recordando la dirección y la distancia que ha recorrido. Para medir la distancia recorrida utilizan una especie de podómetro interno que lleva la cuenta de los pasos realizados, y también evaluando el movimiento de los objetos en su campo visual, y para la dirección toman como referencia la posición del Sol; integran esta información para encontrar la ruta de retorno más corta posible hasta el nido. Como todas las hormigas, también hacen uso de referencias visuales cuando están disponibles, y utilizan otras señales táctiles y olfativas para orientarse. Algunas especies son capaces de utilizar el campo magnético terrestre para orientarse. Sus ojos compuestos tienen células especializadas que detectan la luz polarizada del Sol, que usan para determinar la dirección; estos detectores de polarización son sensibles a la región ultravioleta del espectro luminoso. En algunas especies de hormigas soldado, un grupo de forrajeras que se separen de la columna principal pueden girarse hasta que la primera hormiga de la fila se une a la última y forman un círculo; de esta forma las obreras siguen girando indefinidamente hasta que mueren por agotamiento.

### Locomoción

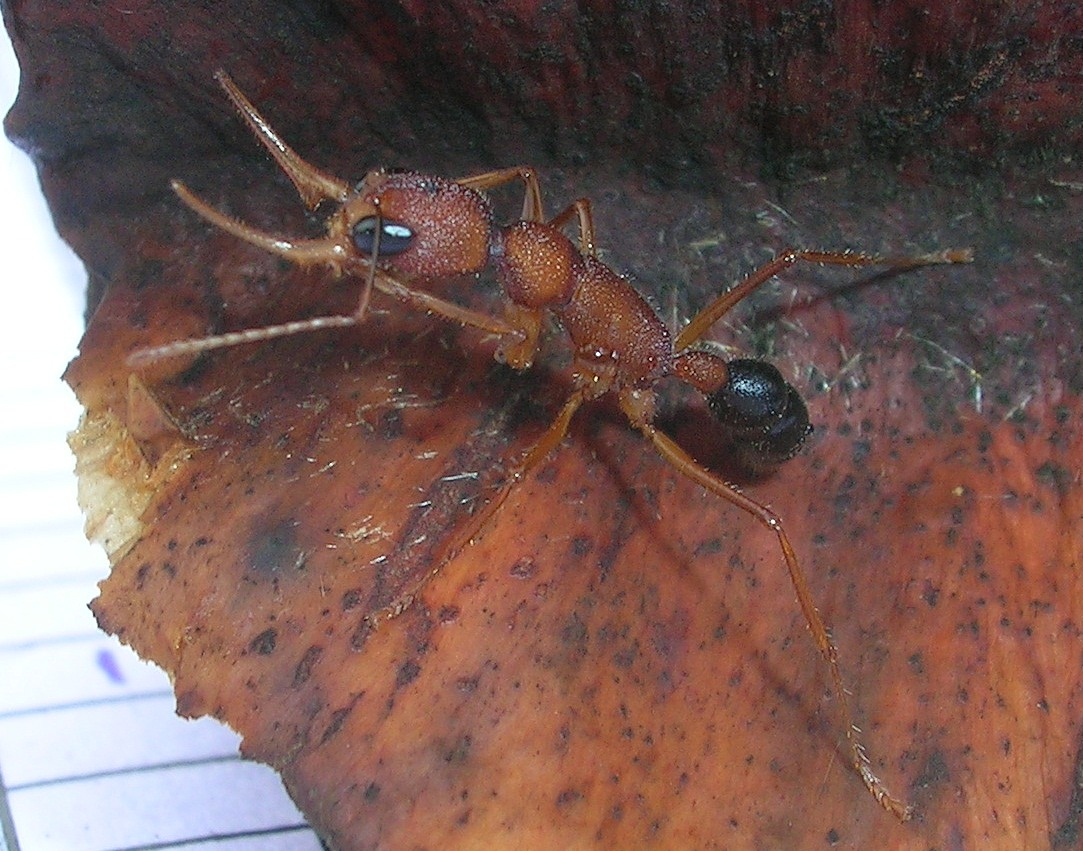
Harpegnathos saltator, un tipo de hormiga saltadora.

Las obreras no tienen alas y las hembras fértiles las pierden tras el vuelo nupcial para fundar su propia colonia. Por lo tanto, a diferencia de sus antepasados véspidos, la mayoría de hormigas se desplazan andando. Algunas especies son capaces de saltar; por ejemplo, Harpegnathos saltator es capaz de efectuar un salto sincronizando la acción de sus pares de patas medio y posterior. Existen también otras especies, como la Cephalotes atratus, llamadas hormigas «planeadoras» (este suele ser un rasgo común en la mayoría de hormigas arborícolas). Las hormigas con esta habilidad son capaces de controlar la dirección de su descenso mientras caen.
Algunas especies pueden formar cadenas para pasar sobre zonas de agua, deslizarse bajo tierra, o a través de espacios entre la vegetación. Otras llegan incluso a crear balsas flotantes que les permiten sobrevivir a las inundaciones. Estas balsas pueden desempeñar un papel importante, dado que permiten a las hormigas colonizar islas. Polyrhachis sokolova, una especie de hormiga que se encuentra en los manglares australianos, puede nadar y vivir en colonias subacuáticas. Como no tienen branquias, estas hormigas respiran gracias a bolsas de aire atrapadas en los hormigueros sumergidos.

### Cooperación y competencia

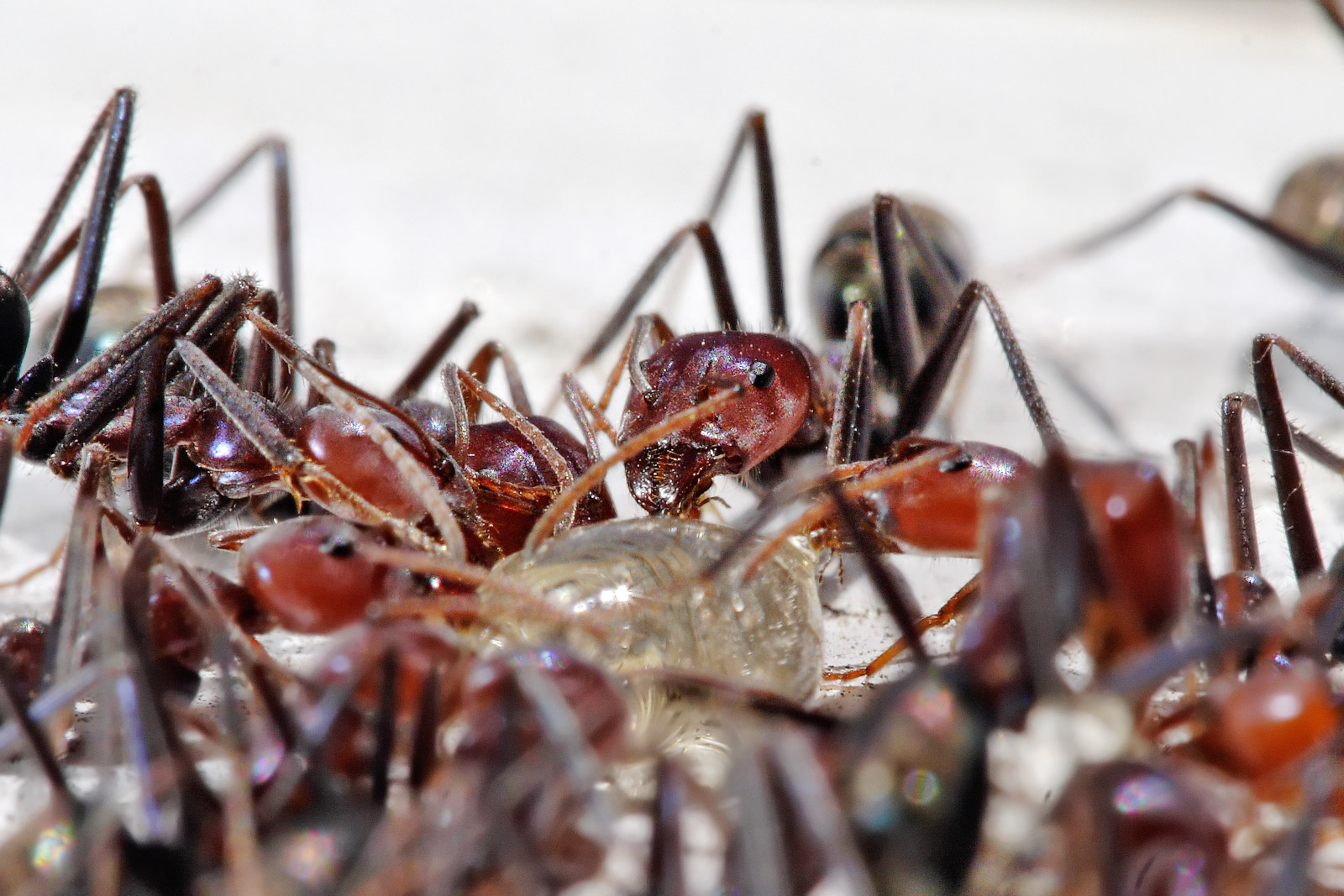
Iridomyrmex purpureus se alimenta de miel. Las hormigas sociales cooperan y recolectan alimento colectivamente.

No todos los formícidos forman el mismo tipo de sociedades. Las hormigas bulldog u hormigas gigantes australianas (género Myrmecia) son unas de las más grandes y basales (primitivas). Como prácticamente todas las hormigas, son eusociales, pero su comportamiento social está poco desarrollado en comparación con otras especies. Cada individuo caza solo, utilizando sus grandes ojos en lugar de sus sentidos químicos para encontrar sus presas.
Algunas especies (como Tetramorium caespitum) atacan y capturan colonias de hormigas vecinas. Otras son menos expansionistas, pero igual de agresivas; invaden colonias para robar huevos o larvas, que luego comen o bien crían como obreras esclavas. Entre las que efectúan razias, hay algunas muy especializadas, como por ejemplo las hormigas amazonas (Polyergus), que son incapaces de alimentarse por sí mismas y necesitan obreras capturadas para sobrevivir. Las obreras capturadas de las especies esclavizadas Temnothorax han desarrollado una estrategia contraria, y llegan a destruir hasta las dos terceras partes de las pupas hembras de la especie esclavista Protomognathus americanus, aunque perdonan a los machos (que no participan en las razias de asalto cuando son adultos).
Las hormigas identifican a sus compañeras de colonia por su olor, que proviene de las secreciones de hidrocarburos que cubren su exoesqueleto. Si una hormiga se separa de su colonia original, acaba por perder el olor de su colonia. Cualquier hormiga que entre en un hormiguero sin tener un olor coincidente será atacada.
Algunas especies parásitas entran en las colonias de las hormigas hospedantes y se establecen como parásitos sociales; especies como Strumigenys xenos son totalmente dependientes y no tienen obreras, sino que se alimentan de la comida recogida por sus hospedadoras Strumigenys perplexa. Esta forma de parasitismo se puede observar en muchos géneros de formícidos, pero la hormiga parásita por lo general es una especie estrechamente relacionada con su hospedadora. Las parásitas utilizan una gran variedad de métodos para entrar en el hormiguero del hospedador. Una reina parásita puede entrar en el nido hospedante antes de que eclosionen las primeras larvas, por lo que se establece antes de que se desarrolle el olor de la colonia. Otras especies utilizan feromonas para confundir a los hospedantes o para engañarlos, de forma que lleven a la reina parásita dentro del nido. Algunas simplemente se abren paso a la fuerza.
Un conflicto entre sexos de una misma especie se puede observar en algunas especies de hormigas en que los ejemplares fértiles aparentemente combaten para producir descendencia que esté lo más estrechamente relacionada con ellos como sea posible. La forma más extrema implica la producción de descendencia clónica. El extremo del conflicto sexual se observa en Wasmannia auropunctata, donde las reinas producen solamente hijas clónicas diploides por medio de partenogénesis telitoquia, y solo se producen machos, también clónicos, por medio de un proceso en el que los machos eliminan la contribución materna del huevo diploide, por lo que resultan hijos con un genoma nuclear idéntico al del macho progenitor.

### Higiene
En un trabajo de Tomer J. Czaczkes, biólogo de la Universidad de Ratisbona, se descubrió que las hormigas negras de jardín (Lasius niger) construyen letrinas en sus hormigueros. No está claro el porqué, pero se cree que puede deberse a que las hormigas recién nacidas vayan al aseo y tomen una especie de baño para adquirir el olor de la colonia con rapidez.

### Relación con otros organismos

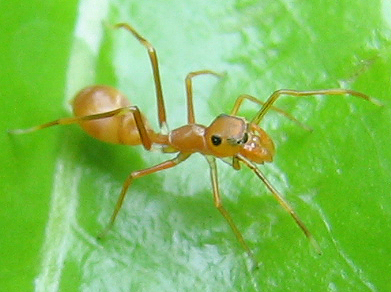
La hembra de la araña Myrmarachne plataleoides imita una hormiga tejedora para engañar a posibles predadores.

Las hormigas tienen relaciones simbióticas con una gran variedad de especies, como otras hormigas, insectos, plantas y hongos. Son la presa de muchos animales e incluso algunos hongos. Algunas especies de artrópodos pasan parte de su vida en hormigueros, bien alimentándose de las hormigas, sus larvas, sus huevos y sus reservas de alimentos, o bien escondiéndose de sus predadores. Estos inquilinos pueden asemejarse mucho en su aspecto a las hormigas. La naturaleza de esta imitación de las hormigas (denominada «mirmecomorfia») varía, y en algunos casos incluye el mimetismo batesiano, en el que el mimetismo reduce el riesgo de depredación. Otros muestran mimetismo wasmaniano, un tipo de mimetismo observado únicamente en inquilinos.

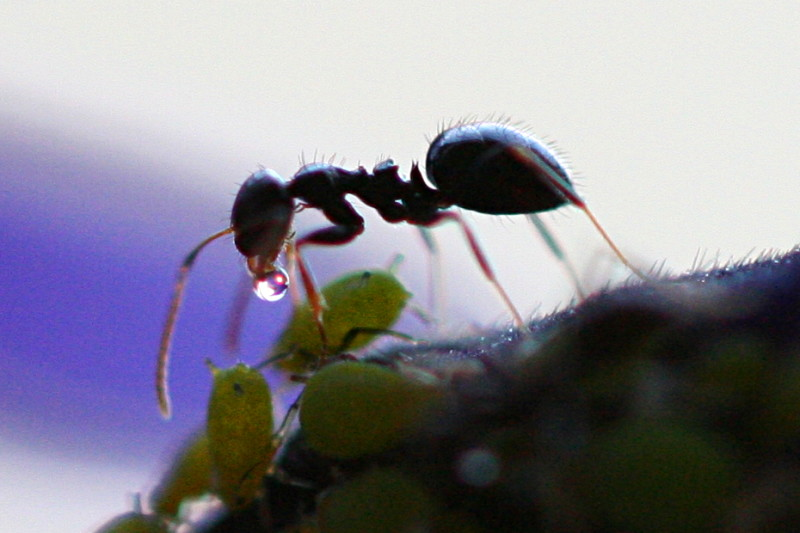
Hormiga recogiendo mielada de un pulgón.

Los pulgones y otros insectos hemípteros secretan un líquido dulce denominado mielada cuando se alimentan de savia. Los azúcares de la mielada son una fuente de alimento con alto contenido energético, que recolectan muchas especies de formícidos. En algunos casos, los pulgones secretan la mielada en respuesta a los golpecitos que les dan con las antenas. Las hormigas, a cambio, mantienen a raya a sus predadores y trasladan a los pulgones de unas zonas de alimentación a otras. Cuando migran a una nueva área, muchas colonias se llevan los pulgones para asegurarse un suministro continuo de mielada. Las hormigas también mantienen cochinillas para recoger su mielada. Estas cochinillas pueden llegar a convertirse en una seria plaga de las piñas si hay hormigas dispuestas a protegerlas de sus enemigos naturales.
Las orugas mirmecófilas de la familia Lycaenidae son reunidas en manadas por las hormigas, que las llevan a alimentarse durante el día y las protegen dentro del hormiguero durante la noche. Las orugas tienen una glándula que secreta mielada cuando les dan masajes. Algunas orugas emiten vibraciones y sonidos que son percibidos por las hormigas. Otras orugas han pasado de mirmecófilas a mirmecófagas: emiten una feromona que hace que las hormigas actúen como si la oruga fuera una de sus propias larvas, entonces las hormigas la llevan al hormiguero, donde la oruga devora sus larvas.
Las hormigas cultivadoras de hongos (tribu Attini), cultivan ciertas especies de hongos de los géneros Leucoagaricus o Leucocoprinus de la familia Agaricaceae. En este mutualismo entre las hormigas y los hongos, cada especie depende de la otra para sobrevivir. La hormiga Allomerus decemarticulatus ha desarrollado una asociación a tres bandas con la planta hospedadora Hirtella physophora (Chrysobalanaceae) y un hongo pegajoso que les sirve para atrapar sus presas de insectos.

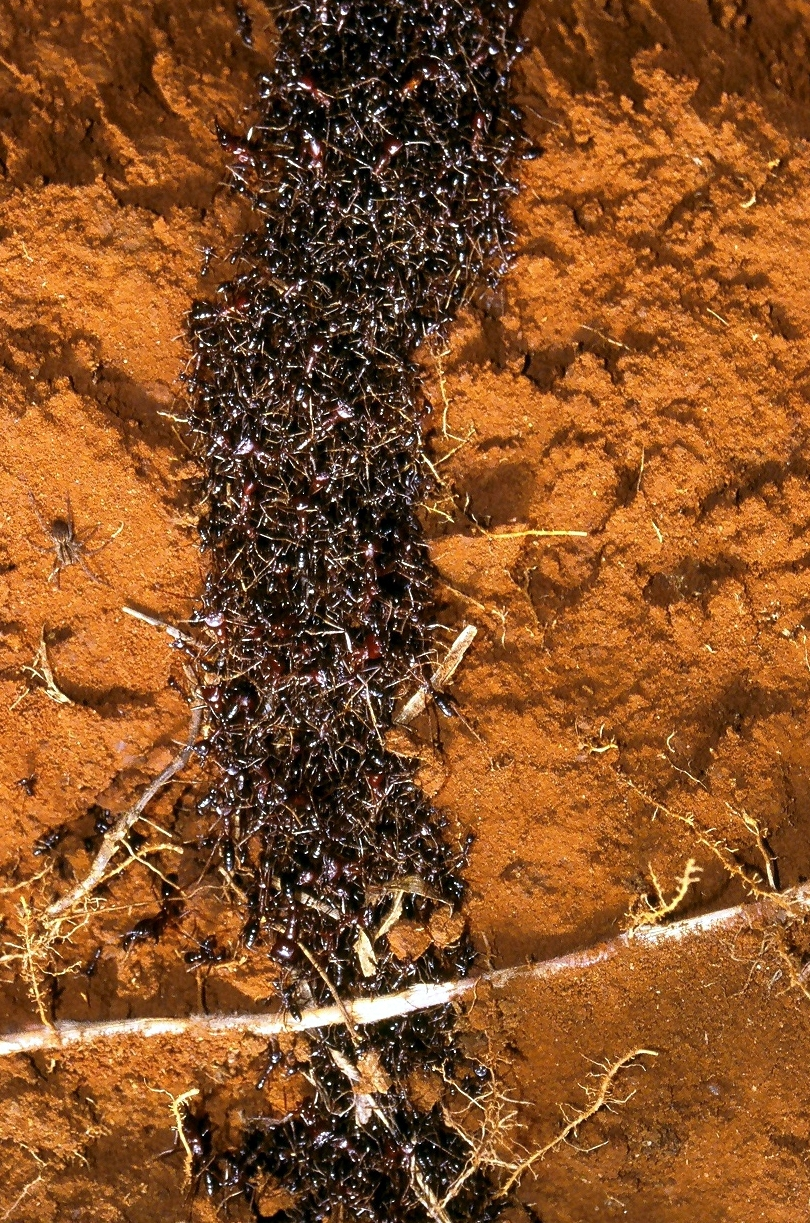
Las incursiones de hormigas guerreras destruyen casi toda la vida animal que se cruza en su camino.

Las hormigas guerreras (conocidas popularmente como «marabunta») son nómadas y célebres por sus incursiones o «razias», en las que un enorme número de recolectoras invaden simultáneamente determinadas zonas atacando a sus presas en masa. «Ejércitos» de no menos de 1 500 000 de estas hormigas destruyen casi toda la vida animal que se cruza en su camino. Dorylus spp., conocidas localmente como Siafu, atacan todo lo que encuentran a su paso, incluidos los humanos.
Las hormigas Myrmelachista schumanni crean los llamados «jardines del diablo» matando las plantas circundantes inyectándoles ácido fórmico, dejando únicamente los árboles donde hacen sus nidos (Duroia hirsuta). Esto permite a los árboles multiplicarse y ofrece más lugares para que las hormigas puedan anidar en los troncos de Duroia. Aunque algunas hormigas obtienen néctar de las flores, la polinización por parte de estos insectos es rara. Algunas plantas tienen estructuras especiales de exudación de néctar extrafloral que proporcionan alimento a las hormigas, las cuales a cambio protegen la planta de insectos herbívoros. Especies centroamericanas como por ejemplo el cornezuelo (Acacia cornigera) poseen espinas huecas que albergan colonias de hormigas picadoras (Pseudomyrmex ferruginea) que defienden el árbol de los insectos, mamíferos ramoneadores y enredaderas epifitas. Estudios basados en el marcaje isotópico sugieren que las plantas también obtienen nitrógeno de las hormigas simbióticas. A cambio, las hormigas obtienen alimento de pequeños glóbulos (cuerpos de Belt) ricos en lípidos y proteínas. Otro ejemplo de este tipo de ectosimbiosis es el de los árboles del género Macaranga, que tienen tallos adaptados para alojar colonias de hormigas Crematogaster.

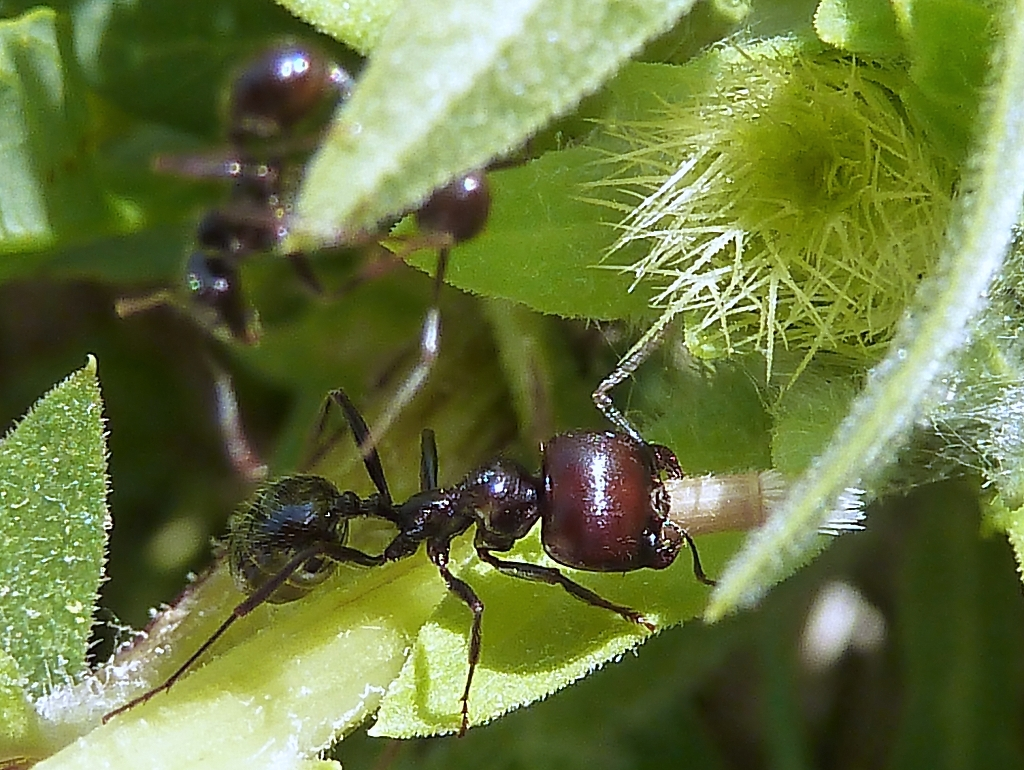
Hormiga cabezona (Messor barbarus) llevándose al nido una cipsela con eleosoma de Centaurea pullata.

Muchas especies de árboles tropicales tienen semillas que son dispersadas por las hormigas. La dispersión de semillas por parte de las hormigas (denominada mirmecocoria) está muy extendida y recientes estudios estiman que casi el 9 % de todas las especies de plantas tienen este tipo de asociación con las hormigas. Algunas plantas en praderas propensas a los incendios son especialmente dependientes de las hormigas para sobrevivir y extenderse, ya que transportan sus semillas a salvo bajo tierra. Muchas de las semillas dispersadas por las hormigas tienen unas estructuras externas especiales, eleosomas, que son utilizadas como alimento por estas. En los huevos de los insectos palo se puede observar una convergencia, posiblemente una forma de mimetismo. Estos huevos tienen una estructura comestible similar al eleosoma, de forma que las hormigas los llevan a los hormigueros (lo que ayuda a su dispersión y protección), donde eclosionan y abandonan el nido.
La mayoría de las hormigas son depredadoras y se alimentan y obtienen comida de varios insectos sociales, incluso otras hormigas. Algunas especies se especializan en alimentarse de termitas (Megaponera y Termitopone) mientras que otras especies, como las de la subfamilia Cerapachyinae, se alimentan de otras hormigas. Algunas termitas, como Nasutitermes corniger, forman asociaciones con ciertas especies de formícidos para mantener alejadas a otras especies de hormigas predadoras. La avispa tropical Mischocyttarus drewseni cubre la entrada de su nido con un repelente de hormigas químico. Se cree que muchas avispas tropicales construyen sus nidos en árboles y los cubren para protegerse de las hormigas. Las abejas sin aguijón (Trigona y Melipona) usan defensas químicas contra las hormigas.
Las moscas del Viejo Mundo del género Bengalia (familia de los califóridos) son predadoras de las hormigas y cleptoparásitas, robando las presas o las crías de las mandíbulas de las hormigas adultas. Las hembras sin alas ni patas de la mosca jorobada malaya Vestigipoda myrmolarvoidea viven en los nidos de las hormigas del género Aenictus, y son cuidadas por ellas.
Los hongos de los géneros Cordyceps y Ophiocordyceps infectan a las hormigas, lo que las hace subir por las plantas y que claven sus mandíbulas en el tejido de las mismas. El hongo mata a la hormiga, crece en su cadáver, y produce un cuerpo fructífero. Parece que el hongo altera el comportamiento de las hormigas para facilitar la dispersión de sus esporas en un microhábitat adecuado para el hongo. Los parásitos estrepsípteros también manipulan su comportamiento haciéndolas subir tallos de hierba, ayudando al parásito a encontrar pareja. Un nemátodo (Myrmeconema neotropicum) que infecta a las hormigas de la especie Cephalotes atratus hace que los gásteres negros de las obreras se vuelvan rojos, y modifica el comportamiento de la hormiga haciendo que lo lleven muy alto. Los pájaros confunden estos conspicuos gásteres rojos con frutos maduros, como por ejemplo el del llorón colorado, y se las comen. Los excrementos de los pájaros son recogidos por otras hormigas, que llevan como alimento a las crías, contribuyendo a la expansión del nemátodo.

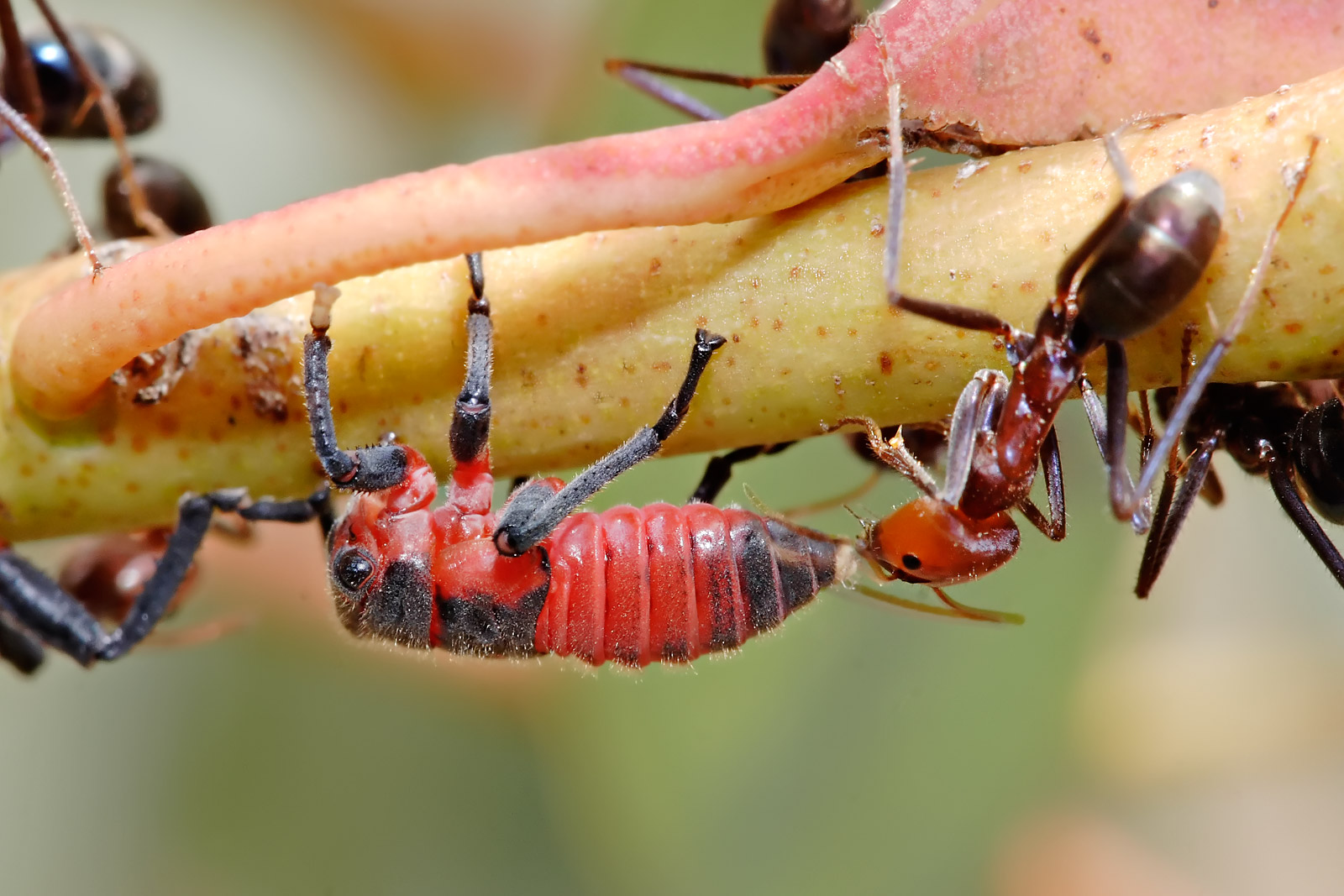
Una hormiga de la carne cuidando de una ninfa de saltahojas.

Las ranas veneno de dardo sudamericanas del género Dendrobates se alimentan principalmente de hormigas, y las toxinas que secretan por la piel pueden tener su origen en estos insectos. Algunos pájaros hormigueros y trepatroncos siguen a hormigas guerreras como Eciton burchellii para alimentarse de los insectos que quedan al descubierto al paso de sus masivas incursiones; por un tiempo este comportamiento fue considerado mutualista, pero estudios más recientes demuestran que en realidad se trata de cleptoparasitismo, puesto que los pájaros roban las presas y las hormigas no solo no se benefician, sino que resultan perjudicadas. Algunas aves tienen un comportamiento peculiar llamado «baño de hormigas» (anting en inglés). Se posan sobre hormigueros, o las cogen para ponérselas en las alas y las plumas; es posible que lo hagan para eliminar ectoparásitos, pero es un comportamiento del que todavía no se sabe demasiado.
Los osos hormigueros, pangolines y varias especies marsupiales australianas tienen adaptaciones especiales para vivir a base de una dieta de hormigas. Estas adaptaciones incluyen lenguas largas y pegajosas para capturarlas y fuertes garras para romper los hormigueros. Se ha comprobado que los osos pardos (Ursus arctos) se alimentan de hormigas, y que aproximadamente el 12 %, el 16 % y el 4 % de su volumen fecal en primavera, verano y otoño, respectivamente, está compuesto por hormigas.

## Relación con los humanos

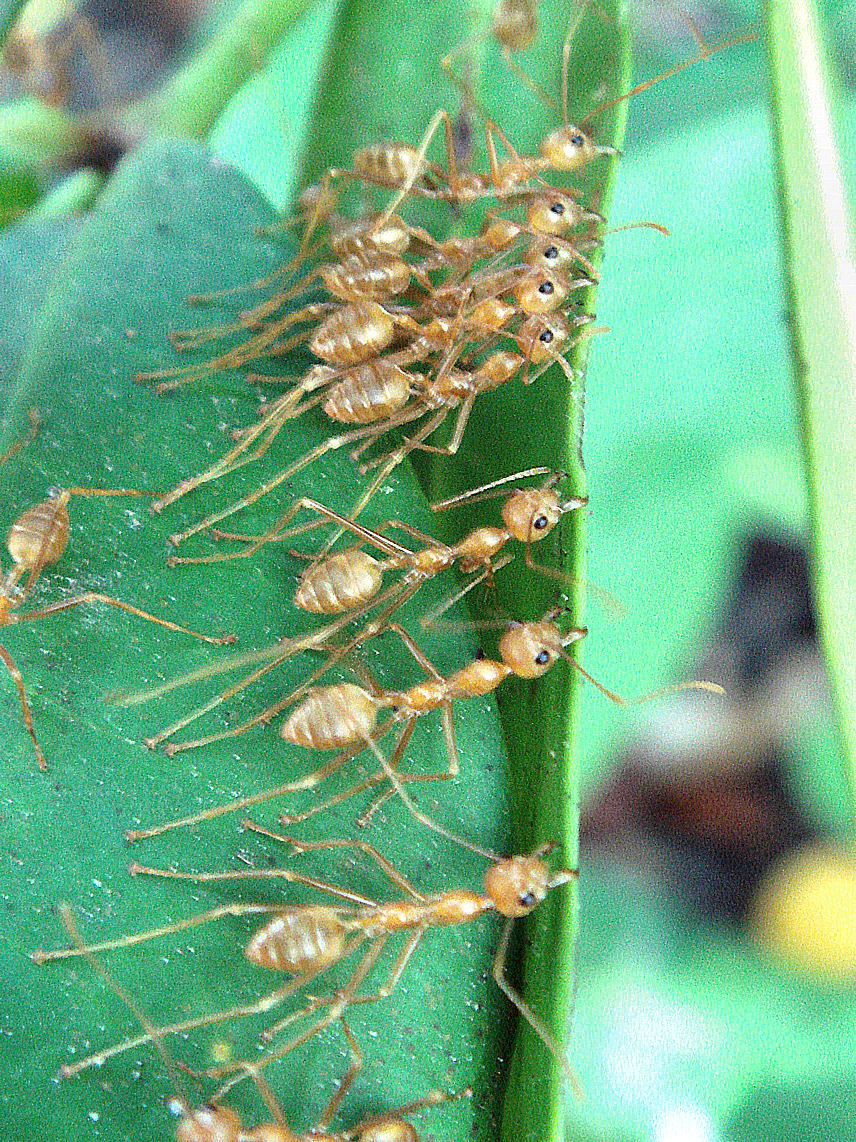
Las hormigas tejedoras se utilizan como control biológico en plantaciones de cítricos del sur de China.

Las hormigas desempeñan múltiples papeles ecológicos que resultan beneficiosos para los humanos, como la eliminación de plagas y la aireación del suelo. Se considera que el uso de hormigas tejedoras en el cultivo de cítricos al sur de China es una de las aplicaciones más antiguas conocidas de control biológico. Por otro lado, las hormigas pueden convertirse en un problema cuando invaden edificios, o causan pérdidas económicas en las actividades agrícolas.
En algunas partes del mundo (principalmente en África y Sudamérica), se utilizan hormigas grandes, especialmente hormigas guerreras, como sutura. Para hacerlo, aprietan los bordes de la herida uno contra otro mientras se aplican las hormigas; éstas muerden con fuerza con sus mandíbulas y en ese momento se les corta el cuerpo, dejando solo la cabeza y la mandíbula para mantener la herida cerrada.
Algunas especies de la familia Ponerinae poseen un veneno altamente tóxico y potencialmente peligroso, que puede requerir de atención médica. Estas especies incluyen Paraponera clavata (hormiga bala o tocandira) y Dinoponera spp. (falsa tocandira) de América del Sur, así como las Myrmecia de Australia.
En Sudáfrica se utilizan para ayudar en la recolección de rooibos (Aspalathus linearis), arbustos que tienen pequeñas semillas utilizadas para hacer infusiones de hierbas. La planta dispersa mucho sus semillas, lo que hace que sea difícil la recolección manual. Las hormigas recogen estas y otras semillas y las almacenan en el hormiguero, de donde los humanos las pueden recoger todas juntas. Se pueden obtener hasta 200 gramos de semillas de cada hormiguero.
Aunque la mayor parte de especies sobreviven a las tentativas de los humanos de erradicarlas, unas cuantas se encuentran amenazadas. Son sobre todo especies isleñas que han desarrollado características especializadas, como las especies en peligro de extinción Aneuretus simoni de Sri Lanka y Adetomyrma venatrix de Madagascar.

### Como alimento

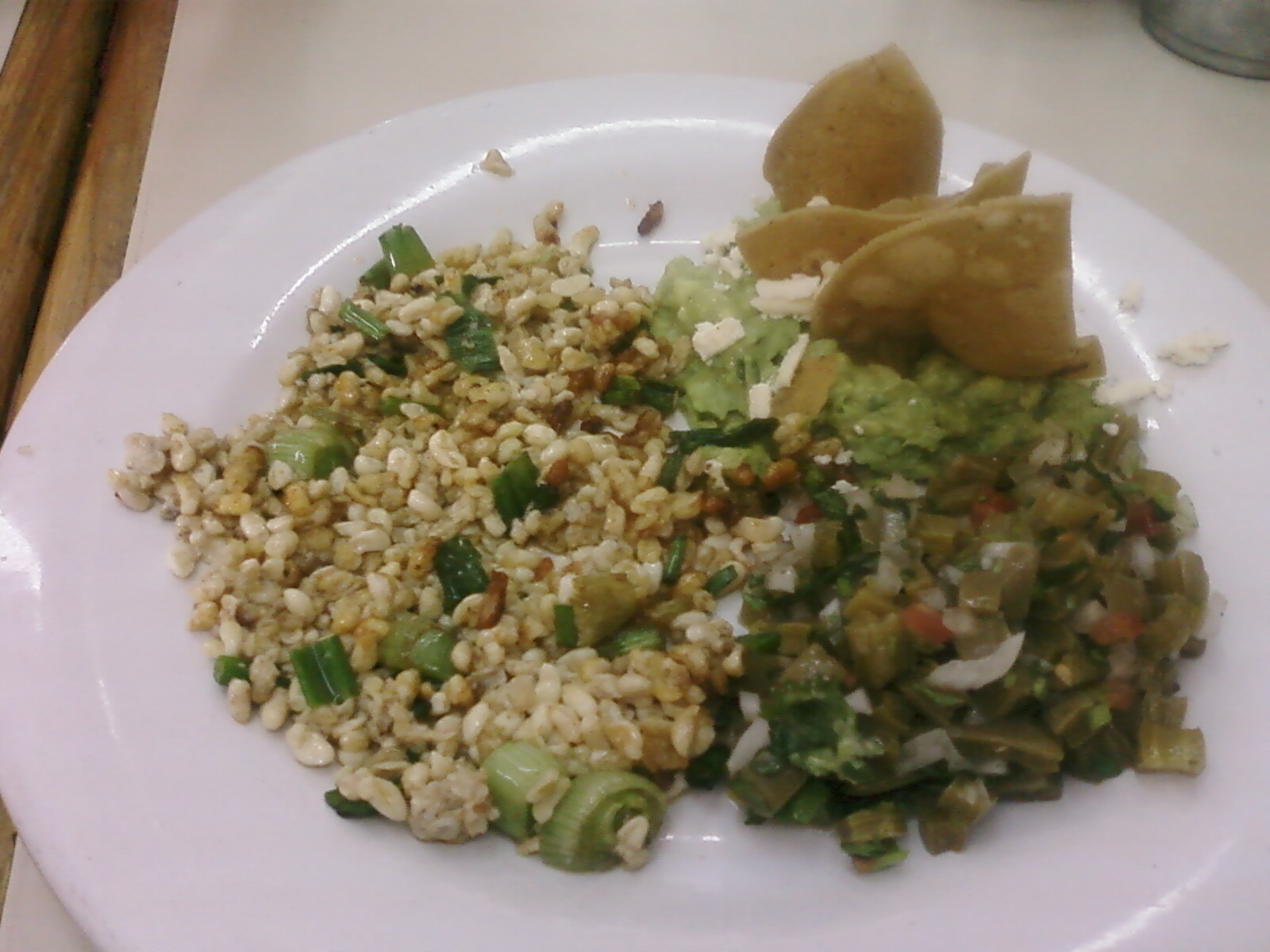
Los escamoles son un plato muy apreciado en México.

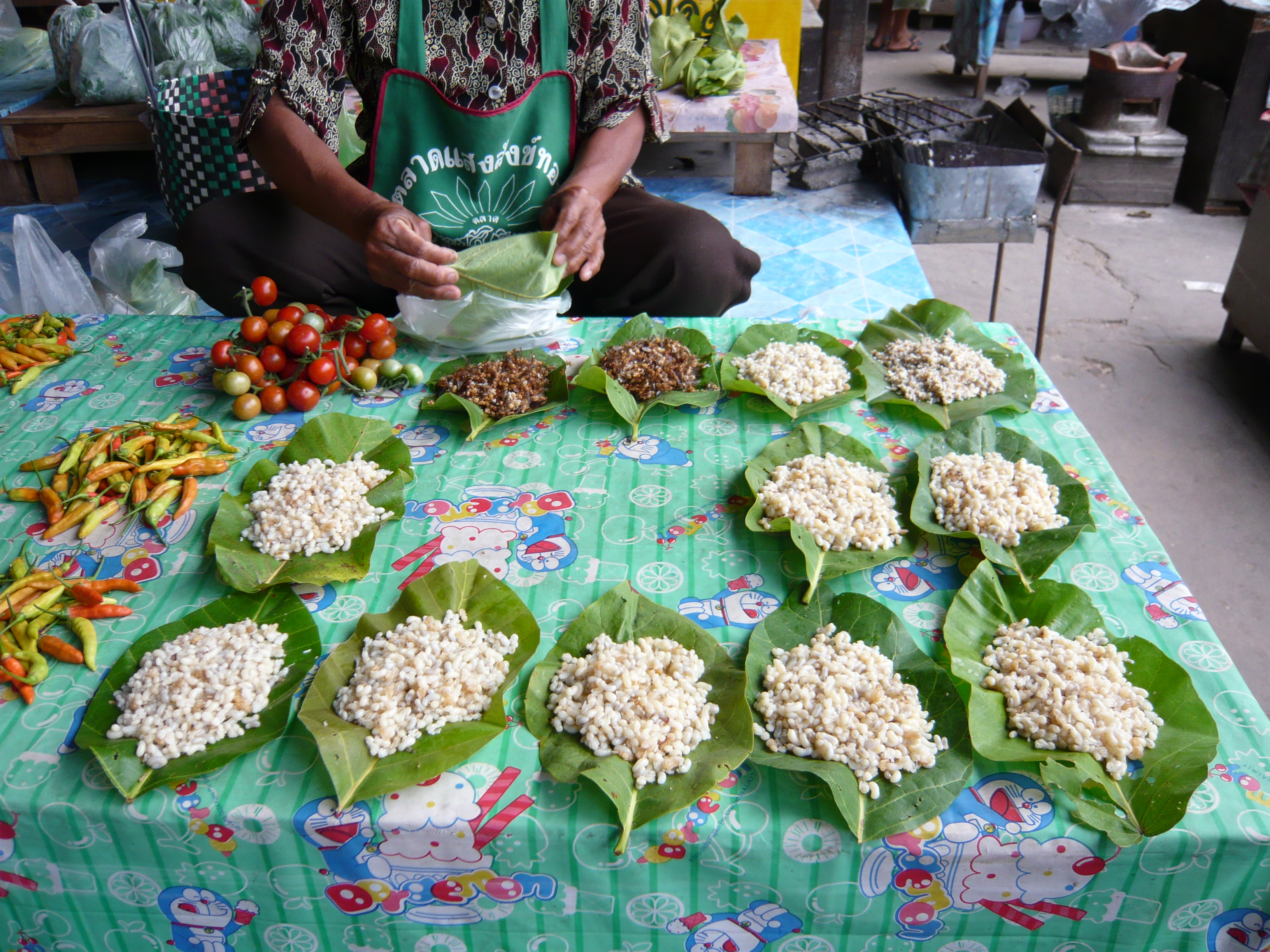
Puesto de venta de larvas de hormiga en Tailandia del Nordeste.

Las hormigas y sus larvas se comen en diferentes partes del mundo. Los huevos de dos especies son la base del plato mexicano conocido como escamoles. Se los considera una forma de «caviar» de insecto y pueden alcanzar un precio de hasta 90 dólares/kg, al ser estacionales y difíciles de encontrar. En el departamento colombiano de Santander, las hormigas culonas (Atta laevigata) se comen después de ser tostadas vivas.
En zonas de la India y en gran parte de Birmania y Tailandia, se sirve una pasta hecha de una especie de hormiga tejedora (Oecophylla smaragdina) como condimento con el curry. Los huevos y larvas de esta hormiga, así como las hormigas en sí, se utilizan en una ensalada tailandesa, yum (ยำ), en un plato llamado yum khai mod daeng (ยำไข่มดแดง) o ensalada de huevos de hormiga roja, un plato originario de Tailandia del Nordeste. Saville-Kent, en su obra Naturalist in Australia, escribió «La belleza, en el caso de la hormiga tejedora, es más que superficial. Su atractiva transparencia, casi similar a la de las golosinas, fue posiblemente lo que incitó los primeros intentos de consumirla por parte de los humanos». Trituradas en agua, de manera parecida a la limonada, «estas hormigas producen una agradable bebida ácida que es muy apreciada por los nativos del norte de Queensland, e incluso por muchos paladares europeos».
En su obra First Summer in the Sierra, John Muir comenta que los paiute de California se comían los ácidos gásteres de las hormigas carpinteras. Los indios mexicanos se comen las obreras repletas, o almacenes de miel vivientes, de la hormiga melífera (Myrmecocystus mexicanus).

### Como plaga

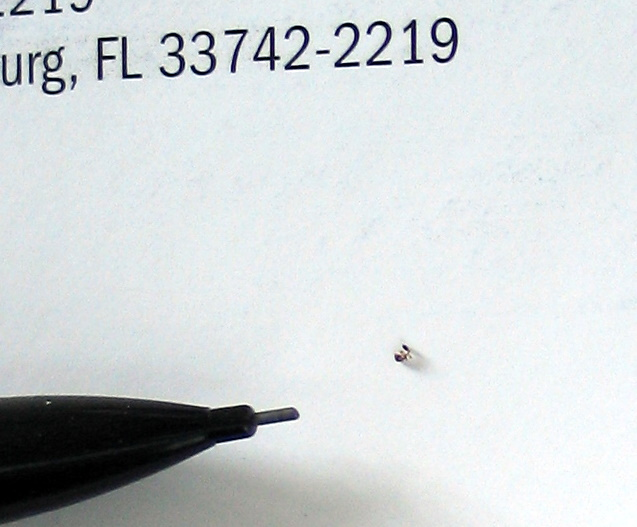
La minúscula hormiga faraón (Monomorium pharaonis) es una plaga importante en hospitales y edificios de oficinas; puede hacer nidos entre hojas de papel.

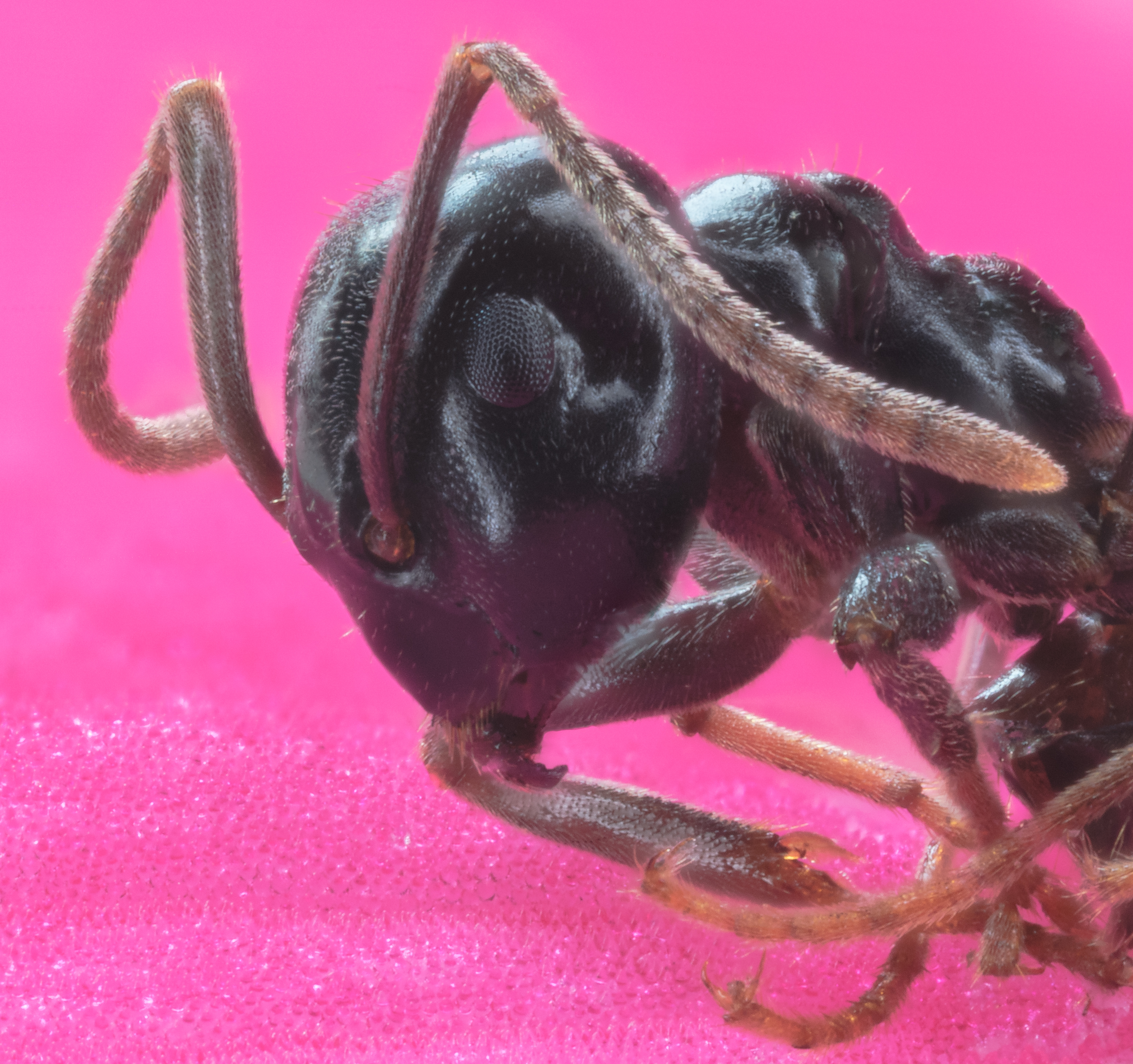
Imagen macro de una hormiga faraón (Monomorium pharaonis).

Algunas especies de hormigas son consideradas plagas, y, debido a la naturaleza adaptativa de sus colonias, eliminarlas por completo es casi imposible. Por lo tanto, la gestión de plagas se centra en controlar las poblaciones locales, en lugar de intentar eliminar una colonia entera, y la mayor parte de las tentativas para su control son soluciones temporales.
Entre las especies consideradas plagas se encuentran Anoplolepis gracilipes, Camponotus consobrinus, Linepithema humile, Monomorium pharaonis, Myrmica rubra, Solenopsis invicta, Tapinoma sessile. Tetramorium caespitum, y el género Camponotus. Las poblaciones se controlan por medio de cebos de insecticida, en forma granulada o líquida. Las hormigas recogen el cebo como si fuera comida y lo llevan al hormiguero, donde el insecticida se transmite inadvertidamente a otros miembros de la colonia por trofalaxis. El ácido bórico y el bórax son dos insecticidas habituales, al ser relativamente seguros para los humanos. Se puede esparcir cebo por una zona amplia para controlar especies como Solenopsis invicta, que ocupan grandes áreas. Las colonias de esta especie pueden ser destruidas si se sigue su recorrido hasta el nido y se arroja agua hirviendo en este para matar a la reina. Esto funciona en aproximadamente el 60 % de los casos y requiere unos catorce litros de agua por hormiguero.
En el ámbito de la producción agropecuaria, el control de hormigas se realiza mayormente a través de tres métodos:
1. la aplicación de algún insecticida en cobertura total;
2. la colocación de «barreras» en el tronco, si se trata de control en explotaciones que tienen a especies arbóreas como objeto de cultivo (por ejemplo, en fruticultura); y
3. el empleo de cebos tóxicos.

La aplicación en cobertura total tiene baja residualidad y no alcanza para eliminar las colonias subterráneas. El empleo de «barreras» es dificultoso. Consiste en la aplicación de bandas pegajosas de polibutano, o de insecticidas, a las barreras físicas o al tronco. Las barreras pegajosas pierden eficacia al transcurrir el tiempo a causa del polvo o deshechos que se depositan en ellas. Las barreras más eficientes son las bandas plásticas con clorpirifos de liberación lenta, cuya eficacia supera los 200 días.
El uso de cebos tóxicos es eficiente y poco costoso, con resultados variables según el cebo en cuestión. Algunas hormigas forrajeras no aceptan la pulpa de frutos cítricos y el salvado de avena cubiertos con azúcar negra. En cambio, tuvieron elevada aceptación el alimento balanceado molido para perros, y el molido de insectos muertos sin agregado de azúcar. Agregando fipronil y fenoxicarb 1 %, los cebos mantuvieron su atracción y controlaron las hormigas, que ingieren partículas de insecticida provenientes del cebo al transportarlo hacia la colonia. Es común que las hormigas obreras intercambien diversas sustancias entre sí (trofalaxis) y, a partir de este hábito, las primeras que entran en contacto con el insecticida contaminan a otras. Por consiguiente, un insecticida será adecuado para este tipo de formulación cuando no mate rápidamente, cuando tenga acción retardada y cuando sea eficaz a bajas concentraciones. La muerte de las hormigas jardineras ocasiona una desorganización general del hongo que les sirve de alimento, posibilitando el crecimiento de contaminantes que llevan al hormiguero a la muerte. También tiene buena aceptación y realiza un buen control el cebo de harina de cítricos y fipronil 2 %, aplicado en la boca de los hormigueros.

### Como especies invasoras
Entre los cien peores organismos invasores incluidos en la Base de Datos Global de Especies Invasoras, compilada por la UICN/SSC Invasive Species Specialist Group (ISSG), se encuentran cinco hormigas: Anoplolepis gracilipes, Linepithema humile, Pheidole megacephala, Solenopsis invicta y Wasmannia auropunctata. Las hormigas invasoras tienen gran impacto en los ecosistemas al afectar su composición y sus interacciones ecológicas. Por ejemplo, varían la composición de las hormigas nativas y afectan sus importantes roles como predadoras, carroñeras, herbívoras, detritívoras y granívoras, así como su función como fuente alimenticia de una variedad de especies especializadas en hormigas. Alteran también interacciones especializadas con plantas en la dispersión de semillas, la polinización, la protección de plantas mirmecófilas y con animales como los hemípteros productores de mielatos. Los ecosistemas de islas son especialmente sensibles a las hormigas invasoras, sobre todo en las islas oceánicas donde hay pocas especies de hormigas y las invasoras no encuentran competidores o predadores. Muchos invertebrados nativos pueden allí declinar o incluso extinguirse al no tener adaptaciones defensivas contra las hormigas exóticas.

### Como control biológico de plagas
Su utilización por el hombre en el control biológico de plagas es muy antiguo. En Yemen se manejaban las hormigas para disminuir las poblaciones de plagas de las palmas datileras. En China desde la Edad Media los agricultores han regulado plagas en los cítricos con la hormiga tejedora Oecophylla smaragdina, y han controlado algunos lepidópteros barrenadores en las plantaciones de caña de azúcar introduciendo colonias de Tetramorium guineense.
Algunas hormigas exóticas a pesar de ser calificadas como invasoras son usadas en algunas regiones como controladores biológicos de plagas, por ejemplo, Pheidole megacephala en el control del tetuán del boniato en Cuba, Wasmannia auropunctata en el control de plagas de cacaotales en Gabón y Camerún, o para ahuyentar diversos artrópodos herbívoros con Solenopsis invicta o con Linepithema humile en los Estados Unidos.

### En la ciencia y la tecnología
Los mirmecólogos las estudian en el laboratorio y en su entorno natural; sus variables y complejas estructuras sociales hacen de estos insectos unos organismos modelo ideales. La visión ultravioleta en las hormigas fue descubierta por Sir John Lubbock en 1881. El estudio de los formícidos ha puesto a prueba hipótesis en ecología y sociobiología y ha sido especialmente importante a la hora de examinar los postulados de teorías de selección de parentesco y estrategias evolutivamente estables. Se pueden estudiar sus colonias criándolas o manteniéndolas temporalmente en hormigueros artificiales, unas estructuras de vidrio especialmente fabricadas para este uso. Se pueden marcar ejemplares con diferentes colores para su estudio y seguimiento.
Las exitosas técnicas utilizadas por las colonias han sido estudiadas en informática y en robótica para producir sistemas distribuidos y tolerantes de fallos para resolver problemas. Este campo de la biomimesis ha encaminado estudios sobre su locomoción, con el resultado de motores de búsqueda basados en su «búsqueda por rastros», sistemas informáticos de almacenamiento tolerante de fallos y algoritmos de red.
Al igual que con otros animales, se han realizado estudios sobre estos insectos para su aplicación en tácticas militares como el swarming (‘enjambre’). Así, tras una serie de experimentos basados en simulaciones, realizados en un estudio sobre la forma en que las hormigas depositan feromonas para coordinar sus búsquedas de alimento y otras actividades, el Departamento de Defensa de los Estados Unidos descubrió que los algoritmos basados en las feromonas consiguieron impresionantes resultados sobre el control de un grupo de vehículos aéreos no tripulados en un ataque sobre objetivos móviles críticos. Otros estudios sobre estrategia militar animal mostraron que las hormigas se diferencian de las abejas y otros insectos sociales por la utilización del swarming no solo en la búsqueda de comida o en defensa de la colonia, sino también en guerras de expansión territorial contra otras hormigas. Estas guerras son con frecuencia prolongadas, y de una complejidad operacional que las asemeja a las humanas de modo asombroso.

### En la cultura

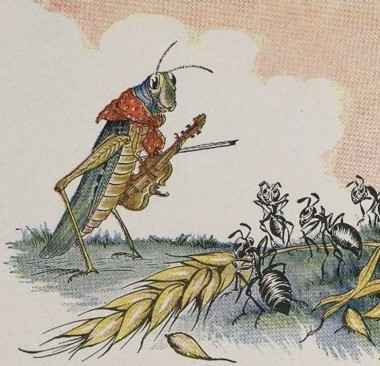
La cigarra y la hormiga, de Esopo. Ilustración de Milo Winter (1888-1956).

Las hormigas aparecen a menudo en fábulas e historias para niños, representando el trabajo intenso y el esfuerzo cooperativo. También se las menciona en textos religiosos, como en el libro de los Proverbios de la Biblia, donde son utilizadas como buen ejemplo para los humanos por su trabajo duro, o en el Corán, donde se dice que una hormiga advierte a las demás que vuelvan a casa para evitar ser aplastadas por casualidad por Salomón y su ejército que marcha. En la fábula atribuida a Esopo, La cigarra y la hormiga, se las utiliza como ejemplo de constancia y trabajo duro, pero que al final tiene recompensa.
En algunas partes de África son consideradas mensajeras de los dioses. A menudo se dice que la picadura de algunas especies de hormigas tiene propiedades curativas. Se afirma que la picadura de algunas especies de Pseudomyrmex alivia la fiebre. En la mitología de algunos pueblos amerindios, como por ejemplo la hopi, son consideradas los primeros animales. Otros grupos utilizan su picadura como prueba de resistencia en ritos de iniciación.
Las sociedades que forman las hormigas siempre han fascinado a los humanos, y se ha escrito sobre ellas tanto humorística como seriamente. Mark Twain escribió sobre estos insectos en su obra A Tramp Abroad (1880). Algunos autores contemporáneos las han utilizado como ejemplo para tratar el tema de la relación entre la sociedad y el individuo, como Robert Frost en su poema Departmental y T. H. White en su novela de fantasía The Once and Future King; en La vida de las hormigas, Maurice Maeterlinck, premio Nobel de Literatura, considera que estos insectos están llenos de misterios, pero que, a la vez, pueden despertar un sinfín de analogías con el comportamiento humano. El padre de la etología y ganador del Premio Nobel de Fisiología o Medicina Karl von Frisch en su novela Doce pequeños huéspedes, a través de diversos insectos, entre los que están las hormigas, reflexiona sobre los seres minúsculos a los que apenas prestamos atención, excepto cuando nos pican, corretean por nuestra casa o devoran nuestra comida. La trama de la trilogía de ciencia ficción del entomólogo y escritor francés Bernard Werber, Las hormigas, se divide entre el mundo de las hormigas y el de los humanos; las hormigas y su comportamiento son descritos utilizando el conocimiento científico actual sobre las mismas.
En tiempos recientes se han creado personajes de dibujos animados como La Hormiga Atómica y taquilleras películas de animación en 3D con estos insectos como protagonistas como Antz, Bichos: Una aventura en miniatura o The Ant Bully. También existe un superhéroe de los años 1960 de Marvel Comics llamado Hombre Hormiga, sobre el que se estrenó una película del mismo título en 2015, dirigida por Edgar Wright, y una secuela en 2018, dirigida por Peyton Reed. El renombrado mirmecólogo E. O. Wilson escribió en 2010 un relato corto, Trailhead, para la revista The New Yorker, que describe la vida y muerte de una hormiga reina y la subida y caída de su colonia, desde el punto de vista de unas hormigas.
Entre finales de la década de 1950 y finales de la década del 1970, las granjas de hormigas eran populares juguetes educativos en los Estados Unidos. Las versiones posteriores usan gel transparente en lugar de tierra, lo que permite mayor visibilidad. A principios de la década de 1990 el videojuego SimAnt, que simulaba una colonia de hormigas, ganó el premio CODiE de 1992 como el «Mejor Programa de Simulación».
También son la inspiración de muchas criaturas de ciencia ficción, como los fórmicos de El juego de Ender, los insectos de Tropas del espacio o las hormigas gigantes de la película Them!. En los juegos de estrategia, las especies inspiradas en las hormigas suelen beneficiarse de un ritmo de producción superior gracias a su mentalidad trabajadora, como es el caso de los klackons en la serie de juegos Master of Orion o los ChCh-t de Deadlock II. Todos estos personajes suelen tener una «mente colectiva», creencia errónea habitual sobre las colonias de hormigas.